# Biserica de lemn din Mănăstirea Dintr-un lemn

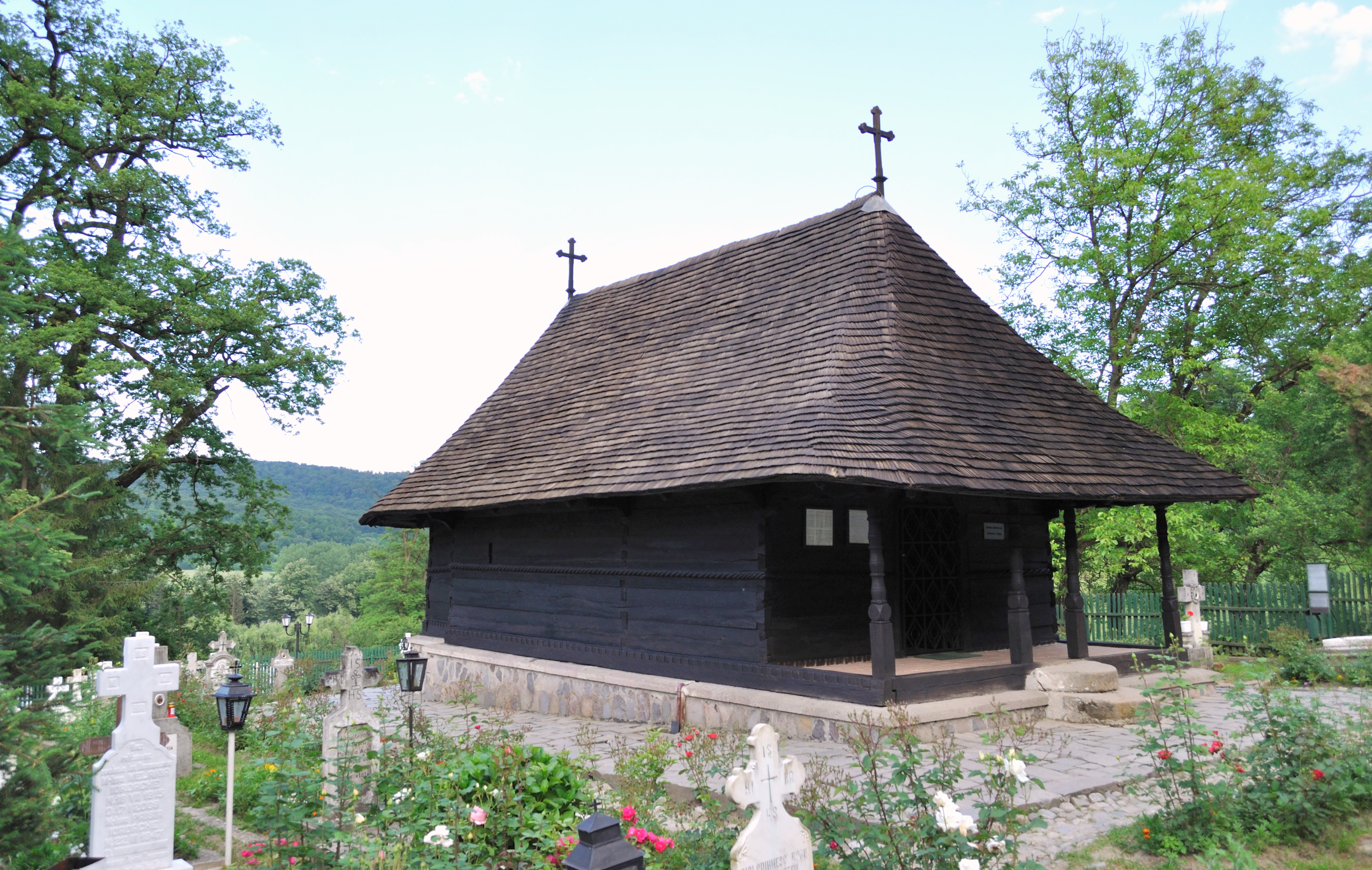
Biserica de lemn a mănăstirii, cu hramul „Nașterea Maicii Domnului”, foto: iunie, 2010.

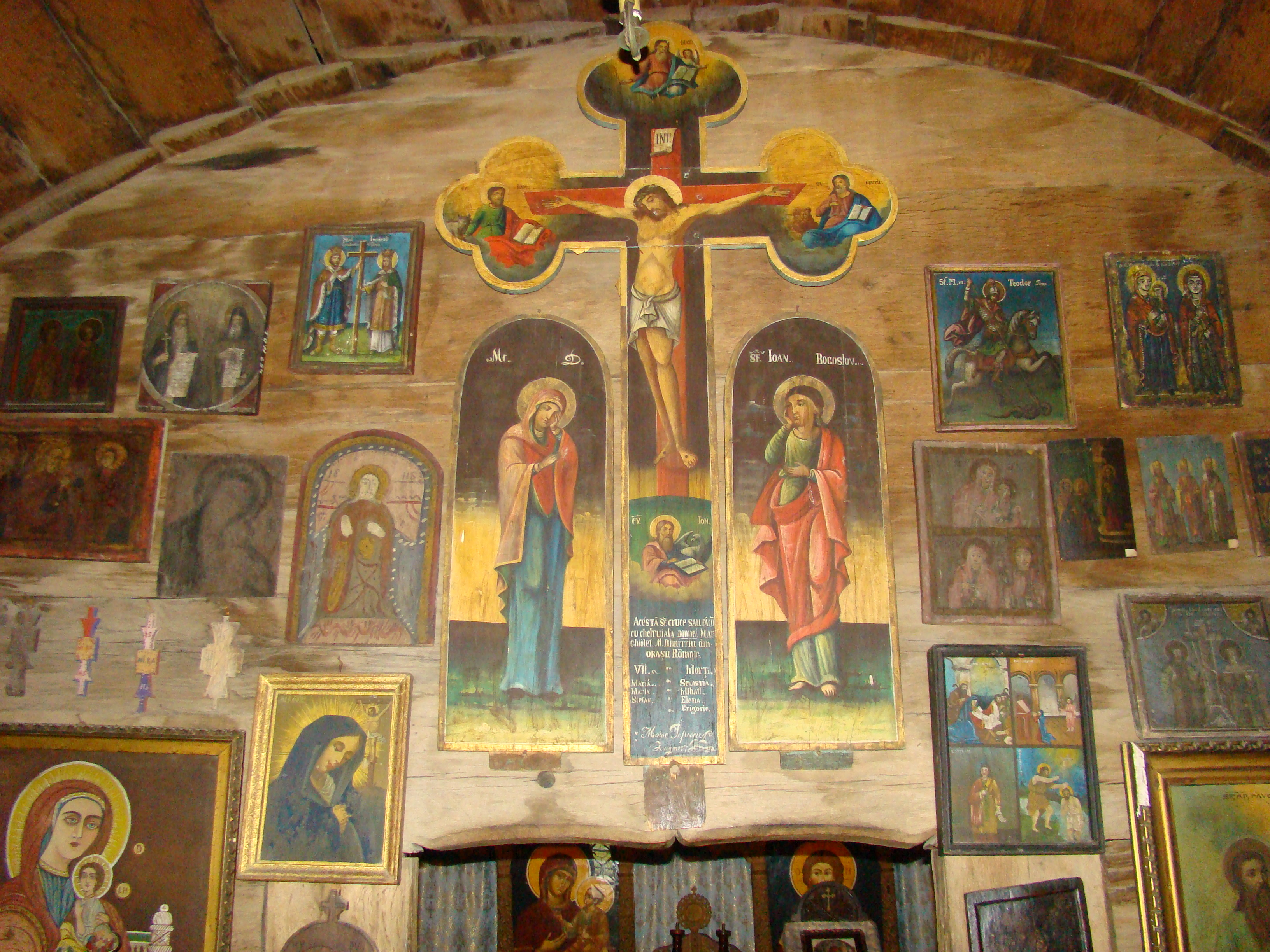
Crucea și icoanele din micul pronaos

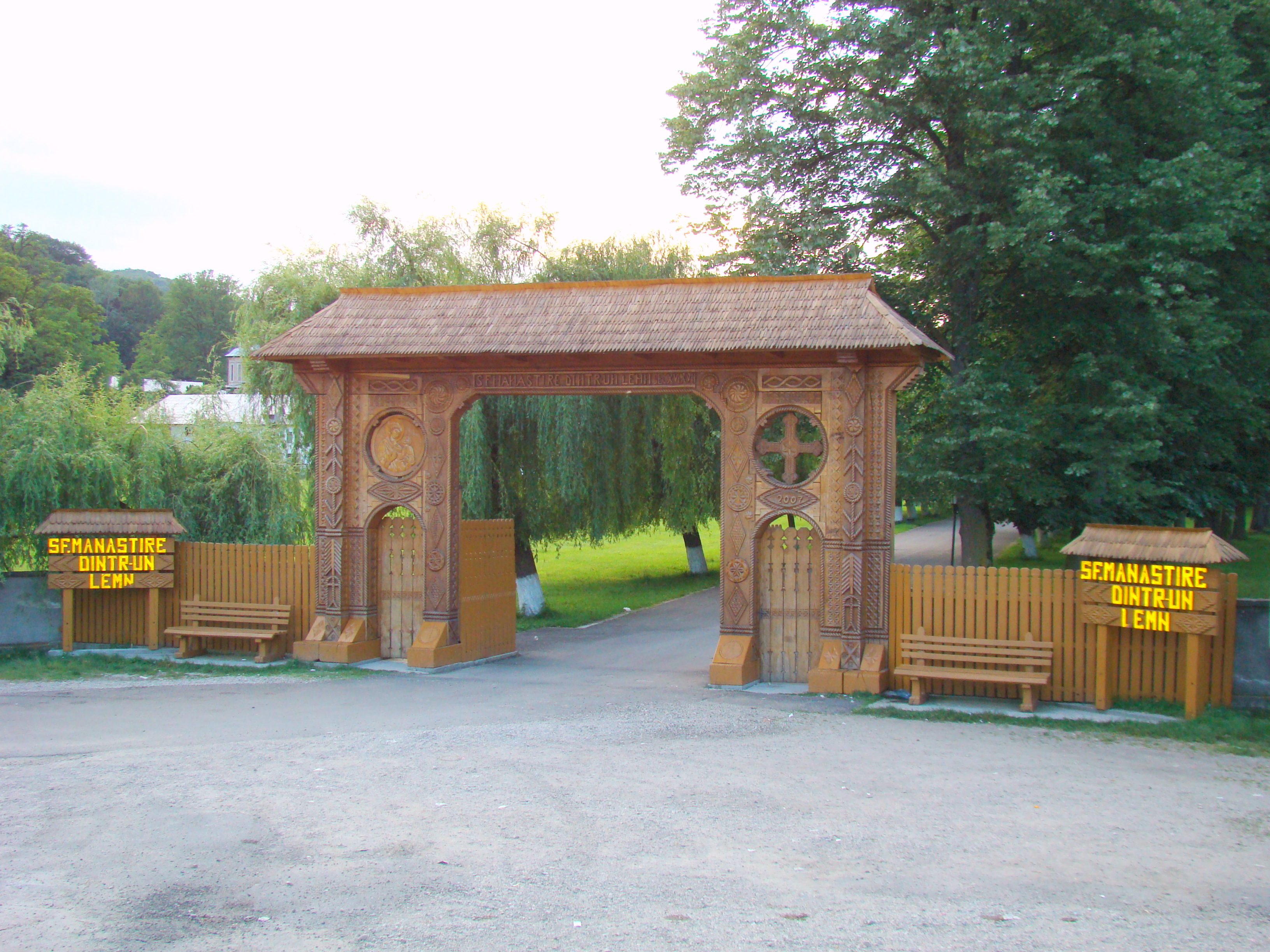
Poarta principală a mănăstirii

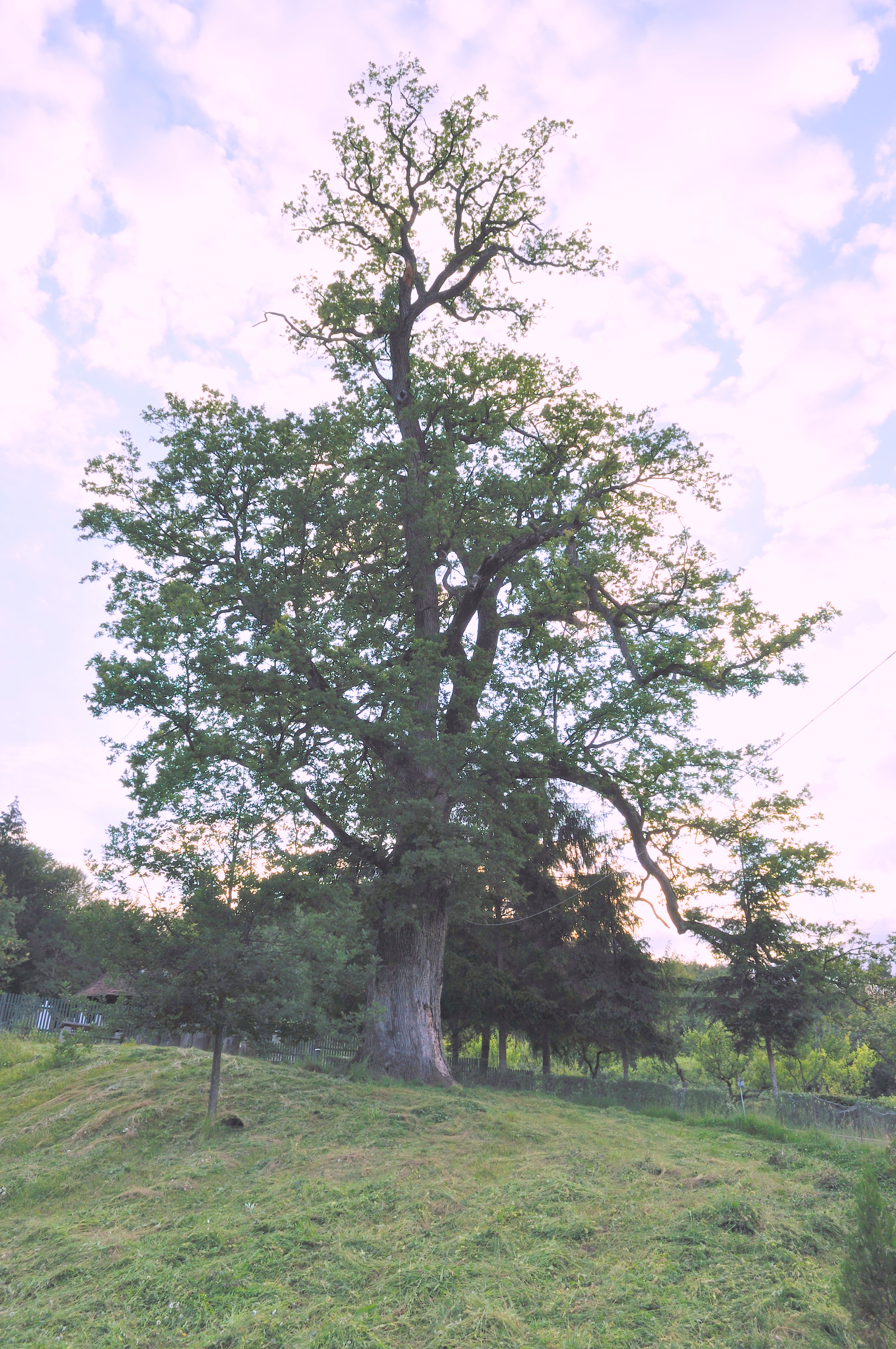
Unul dintre stejarii seculari

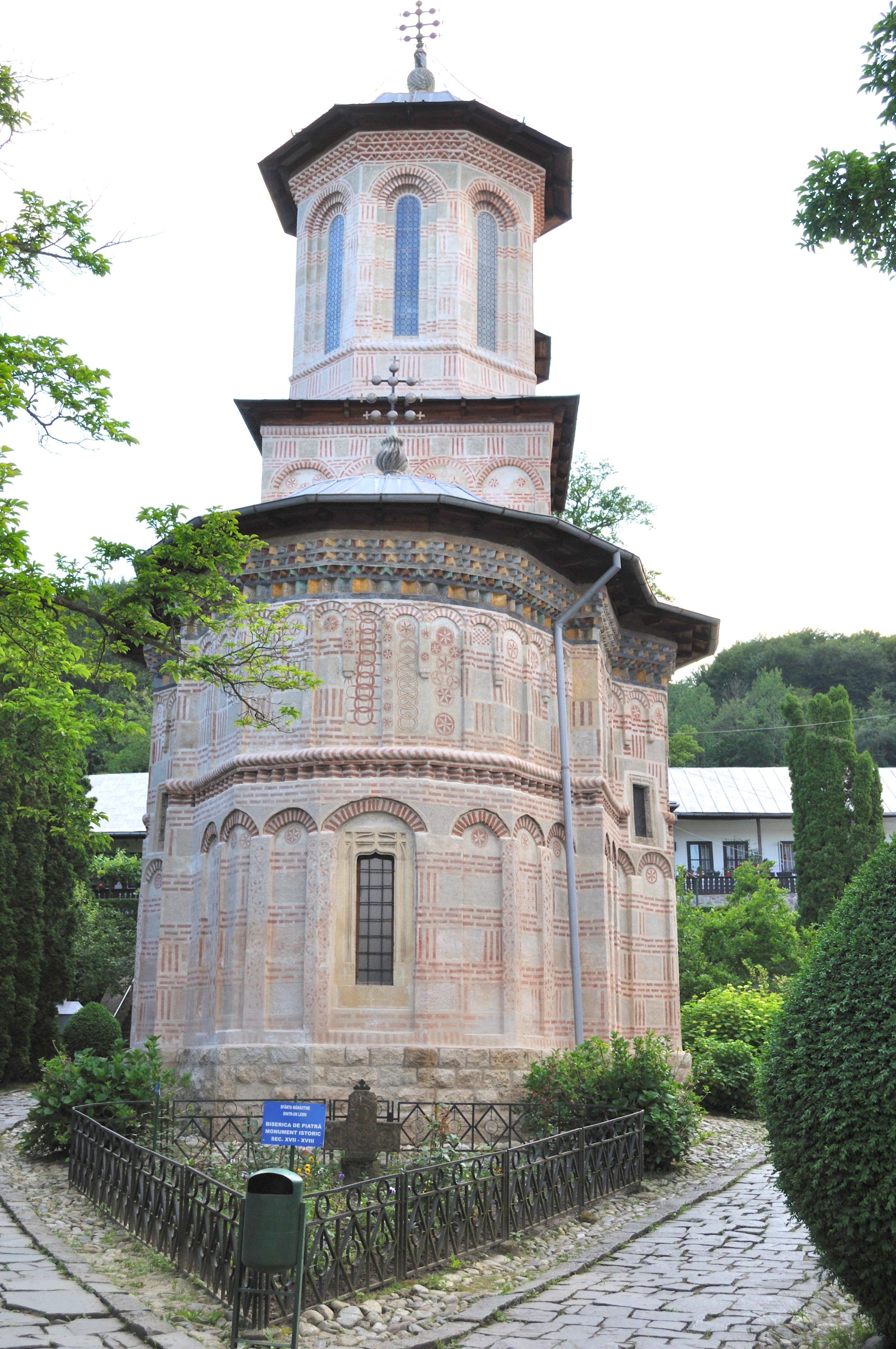
Biserica de zid a mănăstirii

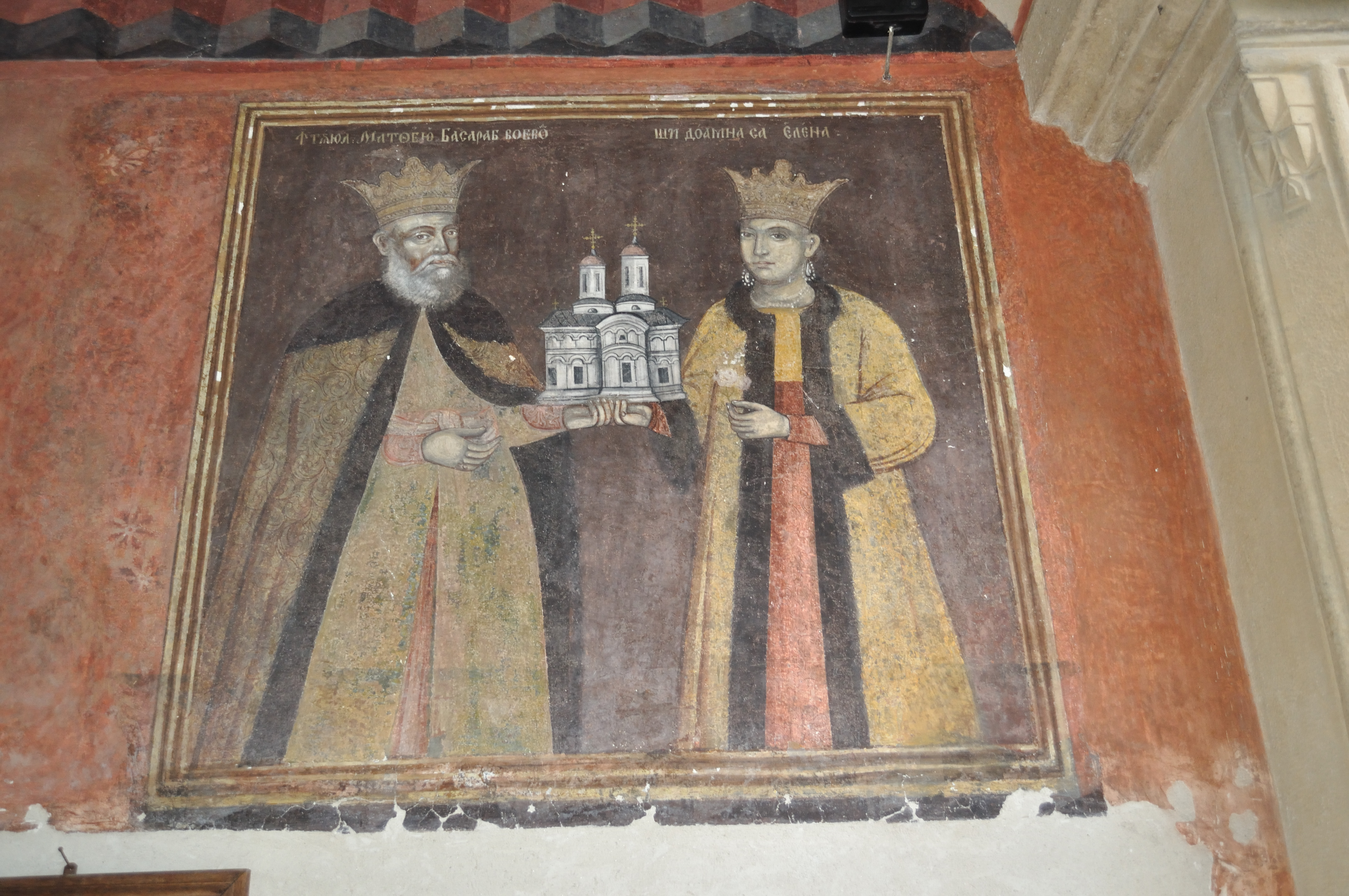
Portretul ctitorilor din pronaosul bisericii

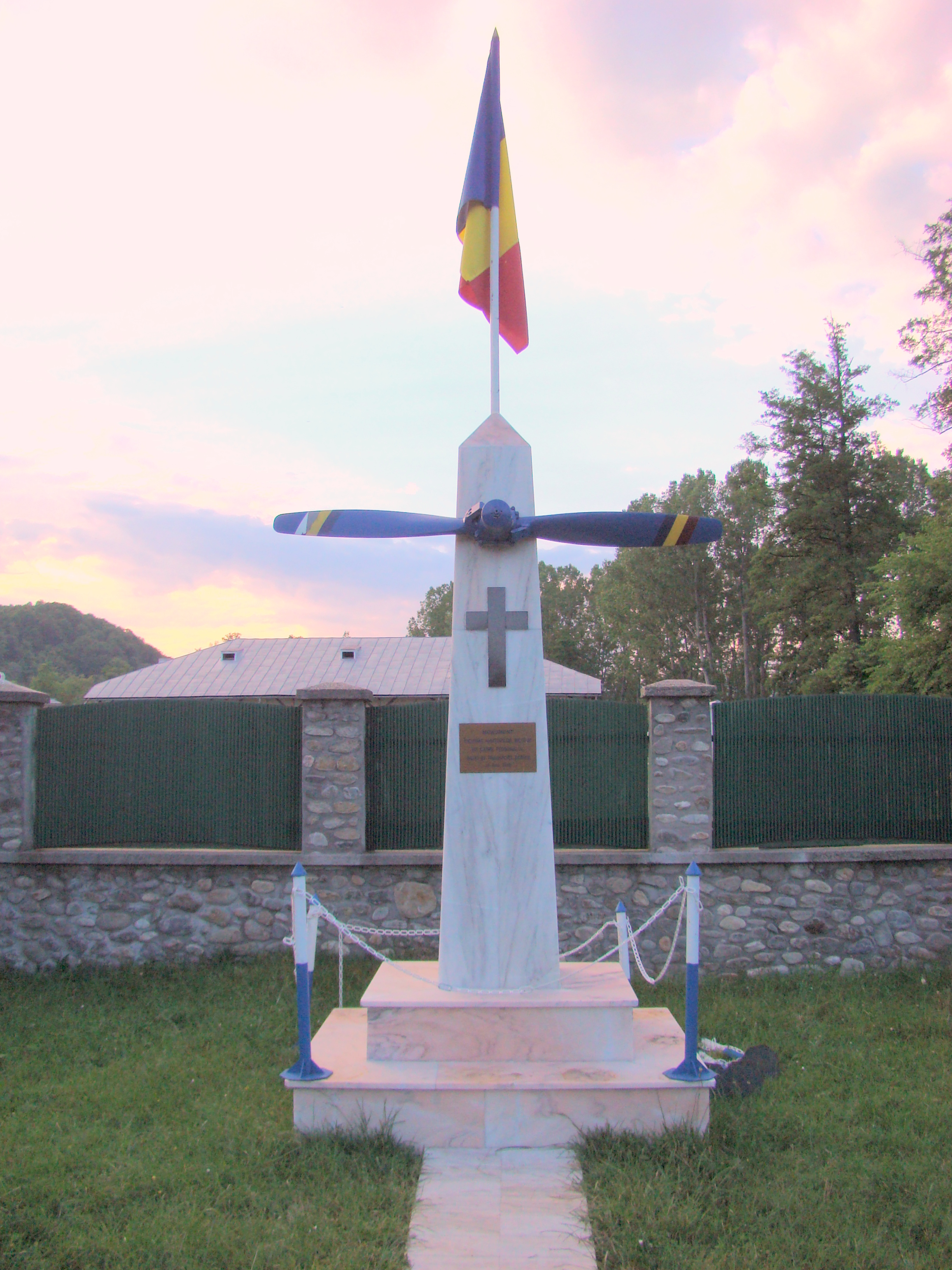
Monumentul aviatorilor

Biserica de lemn de la Mănăstirea Dintr-un lemn, sat Dezrobiți, comuna Frâncești, județul Vâlcea, a fost construită în secolul XVI. Are hramul „Nașterea Maicii Domnului”. Biserica, aflată în Mănăstirea Dintr-un Lemn, este înscrisă pe noua listă a monumentelor istorice sub codul LMI:  VL-II-m-A-09742.02.

## Istoric și trăsături
Mănăstirea Dintr-un Lemn este situată la aproximativ 25 de kilometri sud de municipiul Râmnicu Vâlcea și la 12 kilometri nord de Băbeni, pe valea Otăsăului, în comuna Frâncești. Potrivit unei vechi tradiții locale ar fi luat ființă în primele decenii ale secolului al XVI-lea prin edificarea în acest loc a unei biserici din materialul unui singur stejar. Ea a fost ridicată în cinstea Icoanei Maicii Domnului, icoană care se păstrează și azi în biserica de piatră a mănăstirii. în baza acestei tradiții așezarea monahală de la Frâncești poartă numele Dintr-un Lemn.
Cea mai veche mărturie despre mănăstire a fost consemnată în scris de diaconul Paul de Alep, care l-a însoțit pe Patriarhul Macarie al Antiohiei în călătoriile acestuia prin Țările Române, între anii 1653-1658. El susține că un călugăr ar fi găsit o icoană a Maicii Domnului în scorbura unui stejar secular. În acel moment el ar fi auzit o voce care l-ar fi îndemnat să zidească o mănăstire din trunchiul acelui copac. Mitropolitul Ungrovlahiei, Neofit Crețanul, cercetând mănăstirea la 29 iulie 1745 scria: „Un cioban cu numele Radu, în timpul lui Alexandru Vodă (1568-1577) a visat Icoana Maicii Domnului despre care amintește Paul de Alep și, tăind stejarul în care a fost găsită icoana a făcut din lemnul lui o bisericuță numită din această pricină Dintr-un Lemn”. Cam același lucru îl afirma în 1842 și poetul Grigore Alexandrescu. Existența stejarilor seculari, precum și a icoanei sunt astăzi probe de necontestat pentru adevărurile consacrate în legendă. Mănăstirea a fost de altfel construită chiar pe locul stejarului purtător de icoană, după toate probabilitățile pe la mijlocul secolului al XVI-lea. Bisericuța din lemn este lucrată din bârne groase, încheiate în coadă de rândunică. Are o formă dreptunghiulară, cu o lungime totală de 13 de metri, lățime de 5,50 metri și o înălțime de aproximativ 4 metri. Este înconjurată la exterior de un brâu în torsadă, săpat în grosimea lemnului, cu un pridvor deschis, fără turlă. Iconostasul, sculptat în lemn de tei în 1814, este o veritabilă operă de artă, ca și multe dintre icoanele de lemn care împodobesc bisericuța în interior. Icoana Maicii Domnului, de care este legată existența acestui așezământ monahal este păstrată cu multă venerație în biserica mare. Icoana are dimensiuni impresionante, fiind înaltă de 1,50 metri și lată de 1,10 metri.
În anul 1929 Andrei Grabar, de la Universitatea din Strasbourg a vizitat mănăstirea și, studiind icoana, a identificat-o ca fiind pictată în secolul IV la mănăstirea Theothokos din Grecia, după un model care se spune că ar fi aparținut Apostolului Luca, cel care a pictat-o pentru prima dată pe Fecioara Maria. Conform tradiției, în lume se mai păstrează doar trei exemplare asemenea celei de la Dintr-un Lemn. Profesorul I.D. Ștefănescu afirma însă că icoana a fost zugrăvită abia în a doua jumătate a secolului al XVI-lea. Conform lui A.M. Muzicescu icoana ar fi lucrată înainte de 1453 la Bizanț sau la Muntele Athos, folosindu-se un model mai vechi. Cea din urmă ipoteză este și cea mai plauzibilă, dar modul în care icoana a ajuns în România rămâne necunoscut. Începuturile Mănăstirii Dintr-un Lemn sunt legate de unele tradiții sau legende care conservă fără îndoială o parte din adevăr. Primul document în care apare numele așezământului monahal poartă data de 20 aprilie 1635. Într-o altă mărturie, scrisă la 27 noiembrie 1640 Matei Basarab spune că a zidit mânăstirea „de isnoava de’ntemei”. El o insera printre mănăstirile pe care le-a întemeiat. Pisania bisericii de zid, aflată deasupra intrării principale, care datează din anul 1715 și a fost scrisă la porunca lui Ștefan Cantacuzino (1714-1716), confirmă cele aflate din documentul din 1640, și anume faptul că biserica de zid a fost construită de Matei Basarab. De fapt și pomelnicul mânăstirii, scris de Dionisie, Eclesiarhul Mitropoliei de București în anul 1804, după cel din 1715 îl dă drept ctitor pe Matei Basarab. Tot cu Matei Basarab începe și pomelnicul din 1845 scris de Gheorghe Gherontie de la Hurezi, document în original aflat în colecția mânăstirii. Cu toate acestea Paul de Alep, care a vizitat mânăstirea în decursul anilor 1653-1658, la aproximativ 20 de ani după întemeierea bisericii de piatră adaugă la cele consemnate de tradiția locală și de documentele scrise până atunci că mănăstirea este ctitoria unui mare spătar și boier contemporan cu Matei Basarab. La cele confirmate de Paul Alep și în baza unor documente mai recente Radu Crețeanu afirma că „autorul celei de a doua etape constructive a mănăstirii Dintr-un Lemn, a complexului edificiilor din piatră din care face parte și biserica din zid nu poate fi altul decât însuși Preda Brâncoveanu, fost mare spătar și mare culcer, mare vornic, viitor ban”. De altfel este posibil ca la această construcție să fi participat atât domnitorul, cât și ruda sa, marele boier Preda Brâncoveanu. Acest fapt este confirmat de tabloul ctitorilor din pronaosul bisericii din piatră.
Biserica de astăzi prezintă în linii generale arhitectura lui Matei Basarab. Din punct de vedere arhitectonic biserica de zid este în plan triconc, cu altar octogonal, iar pronaosul se termină cu un pridvor pe stâlpi. Pe lângă icoana Sfintei Fecioare, de care este legat trecutul mânăstirii se păstrează cele două policandre de la Șerban Cantacuzino și doamna Marica Brâncoveanu, cele trei icoane mari împărătești, precum și alte 36 de icoane mai mici, zugrăvite în anii 1833-1840 de Gheorghe Gherontie de la Hurezi. În 1715 Ștefan Cantacuzino restaurează în întregime clopotnița mânăstirii, situată la intrarea în incinta principală și Casa Domnească. După restaurarea din 1938-1940, făcută de Ministerul Aerului și Marinei acest ansamblu monahal a devenit în mod simbolic altar de închinare pentru aviatori și marinari.

## Galerie de imagini

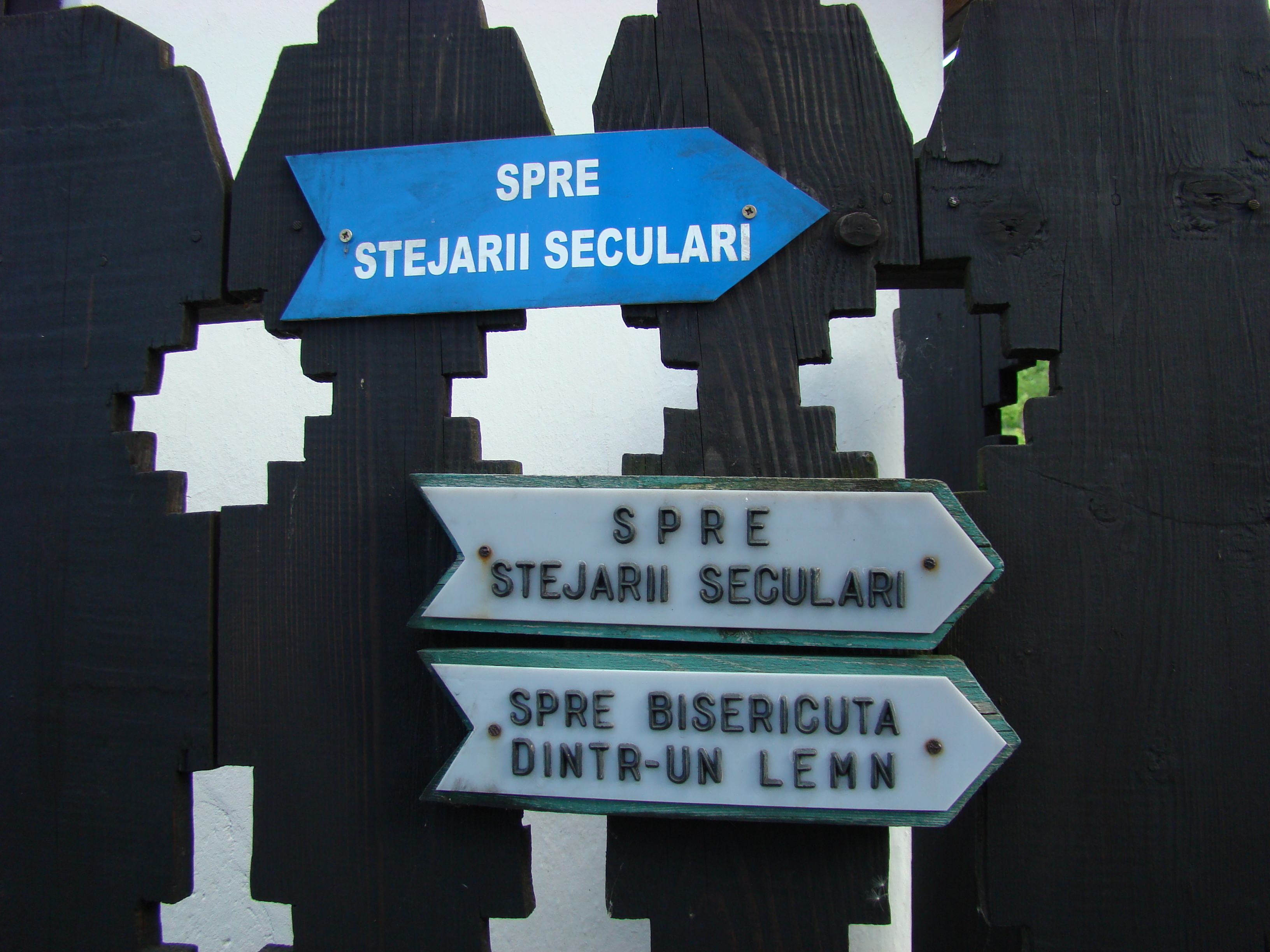
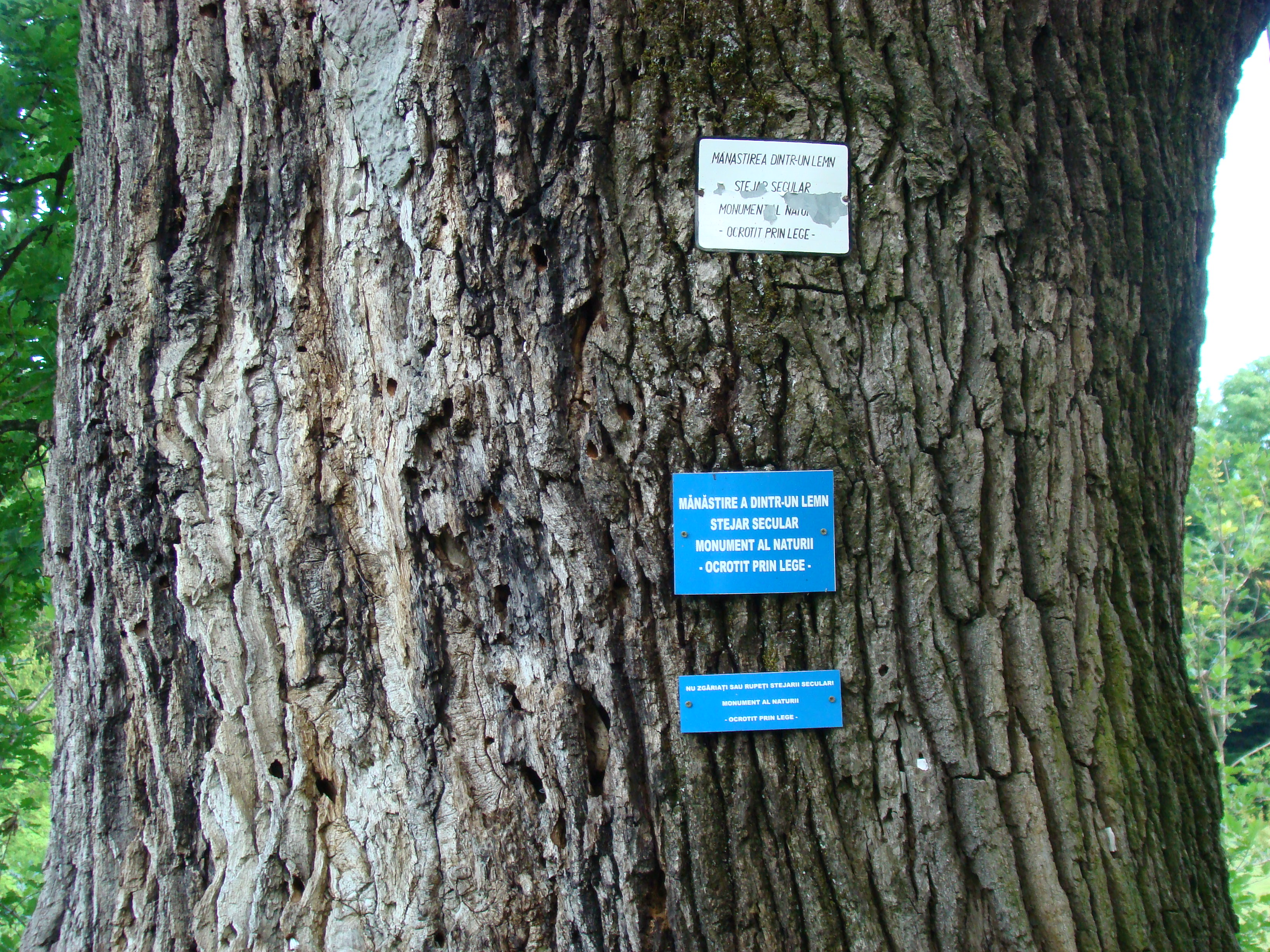
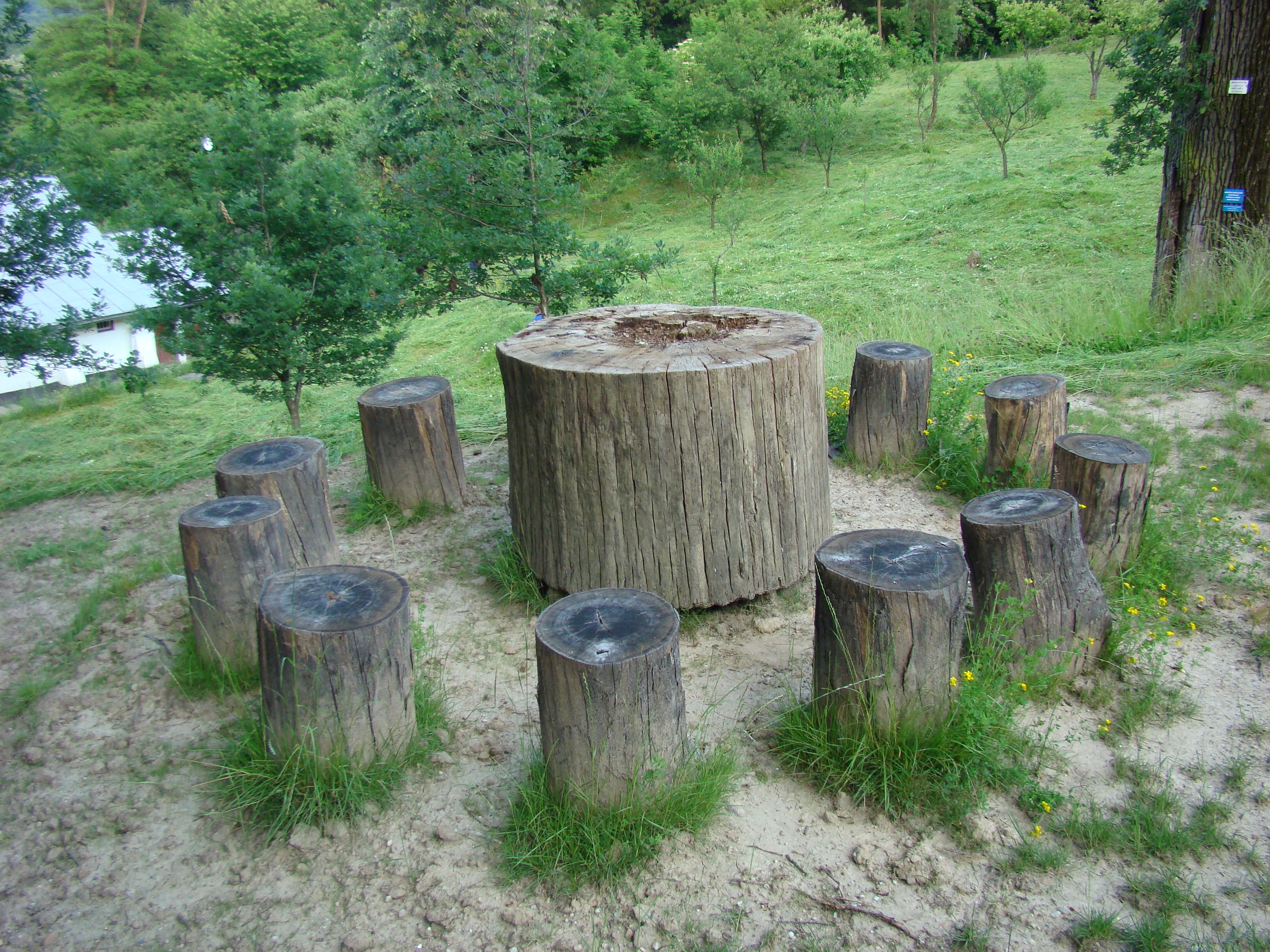
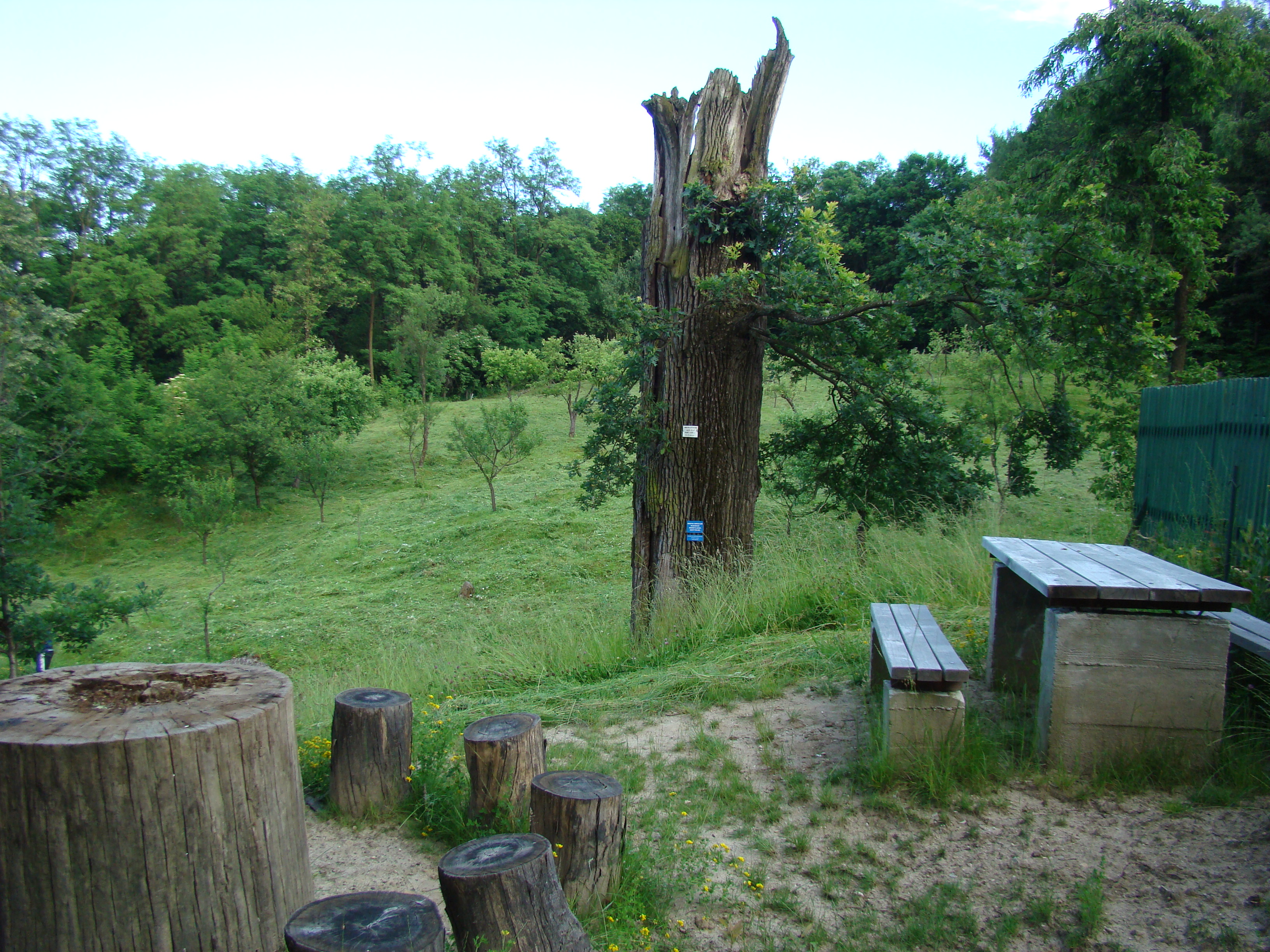
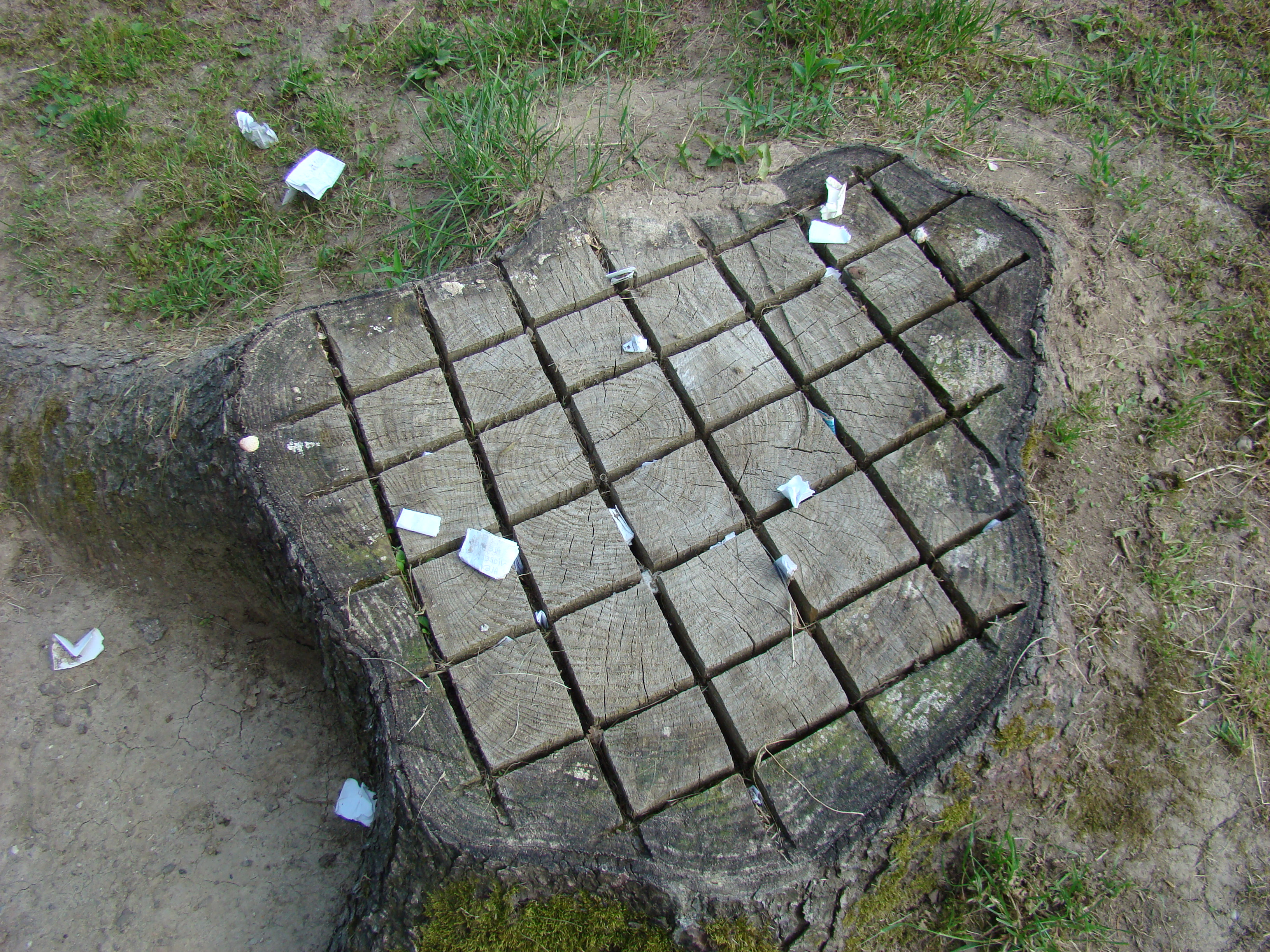
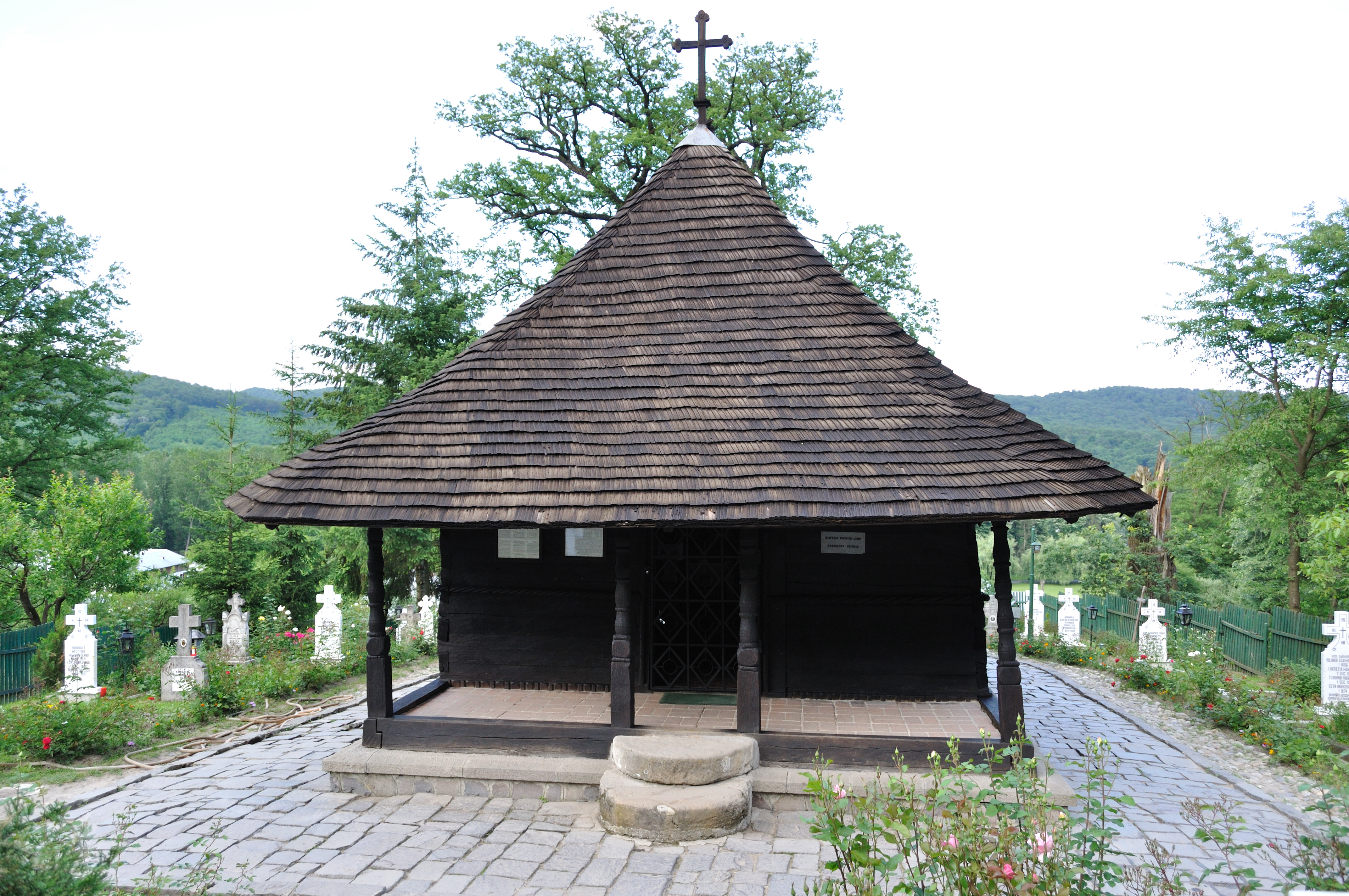
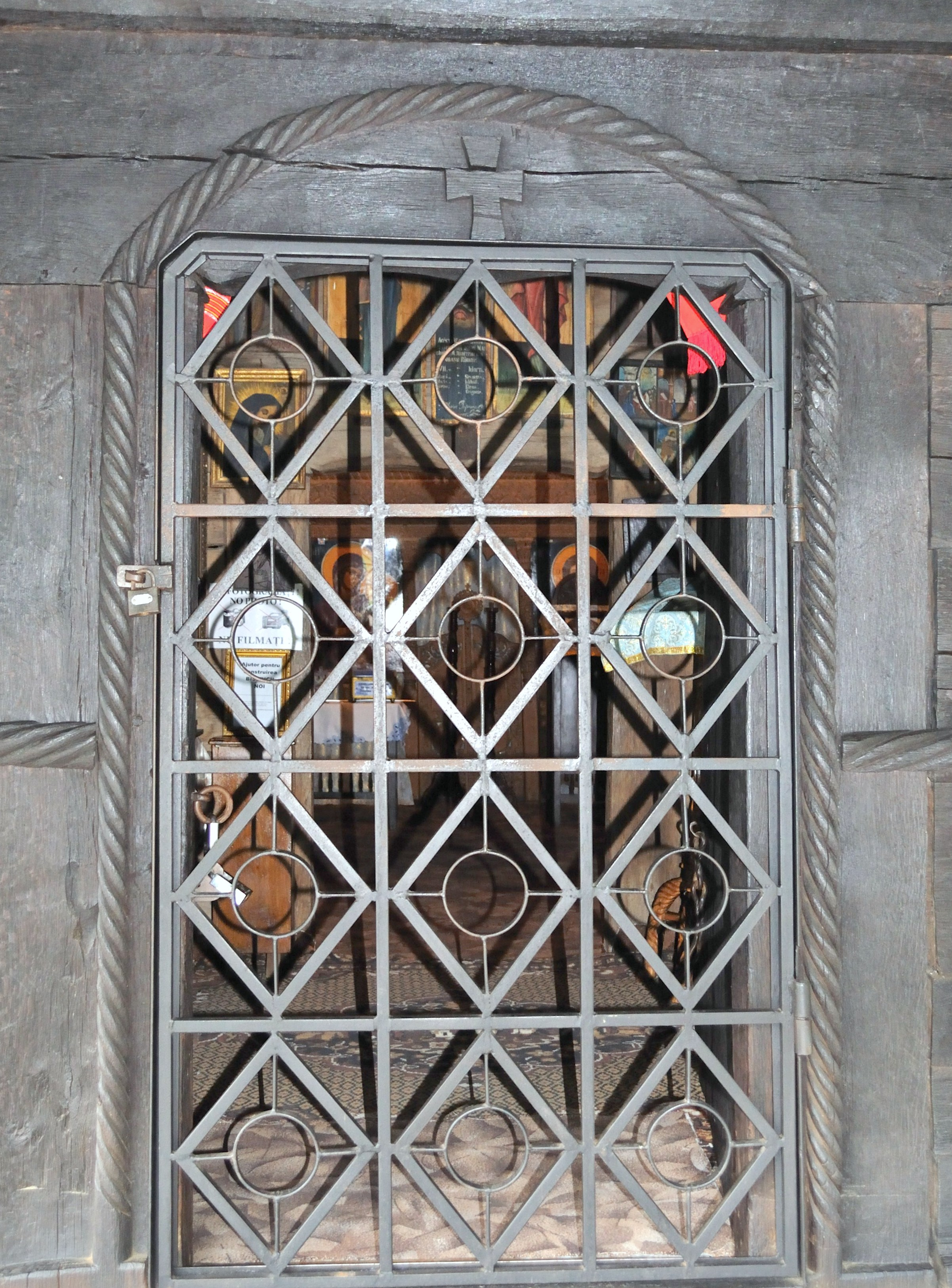
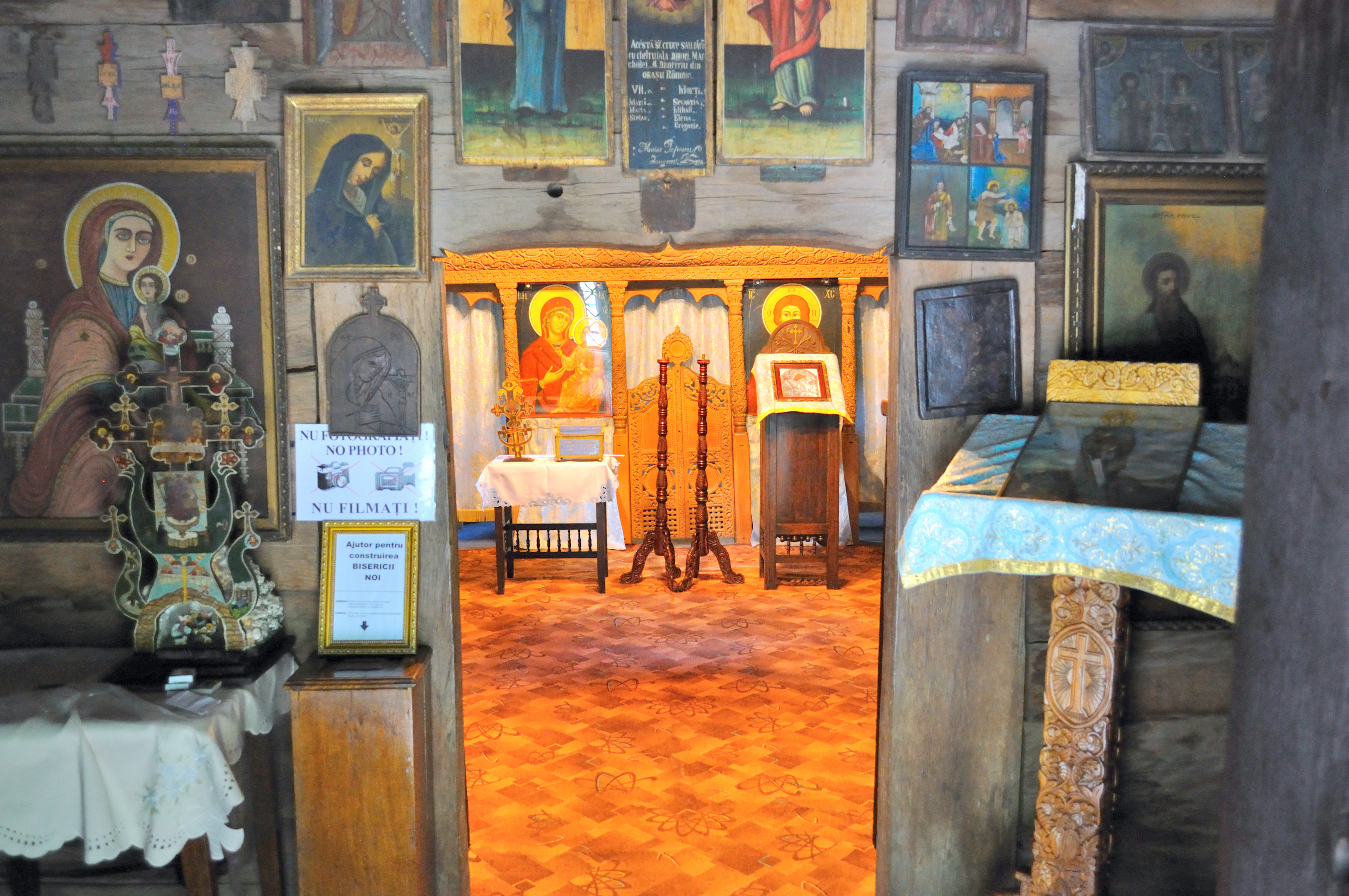
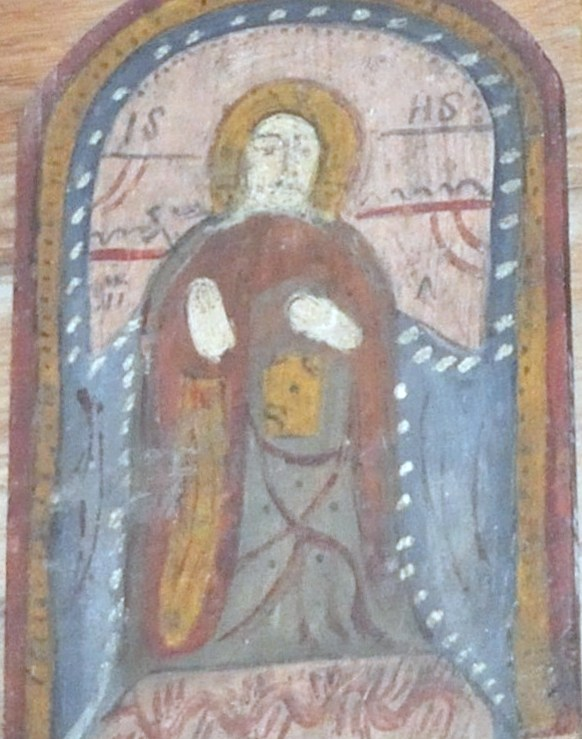
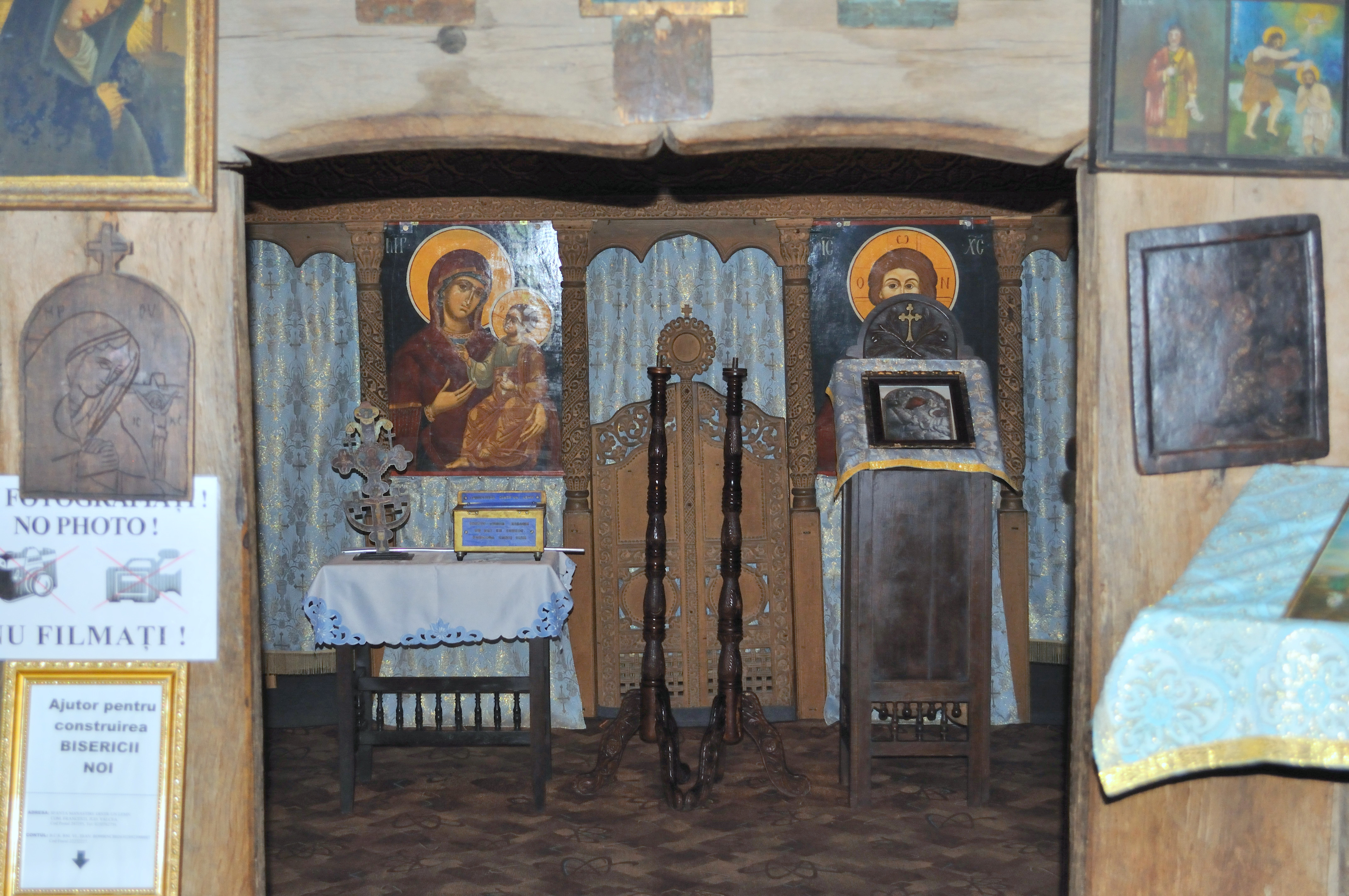
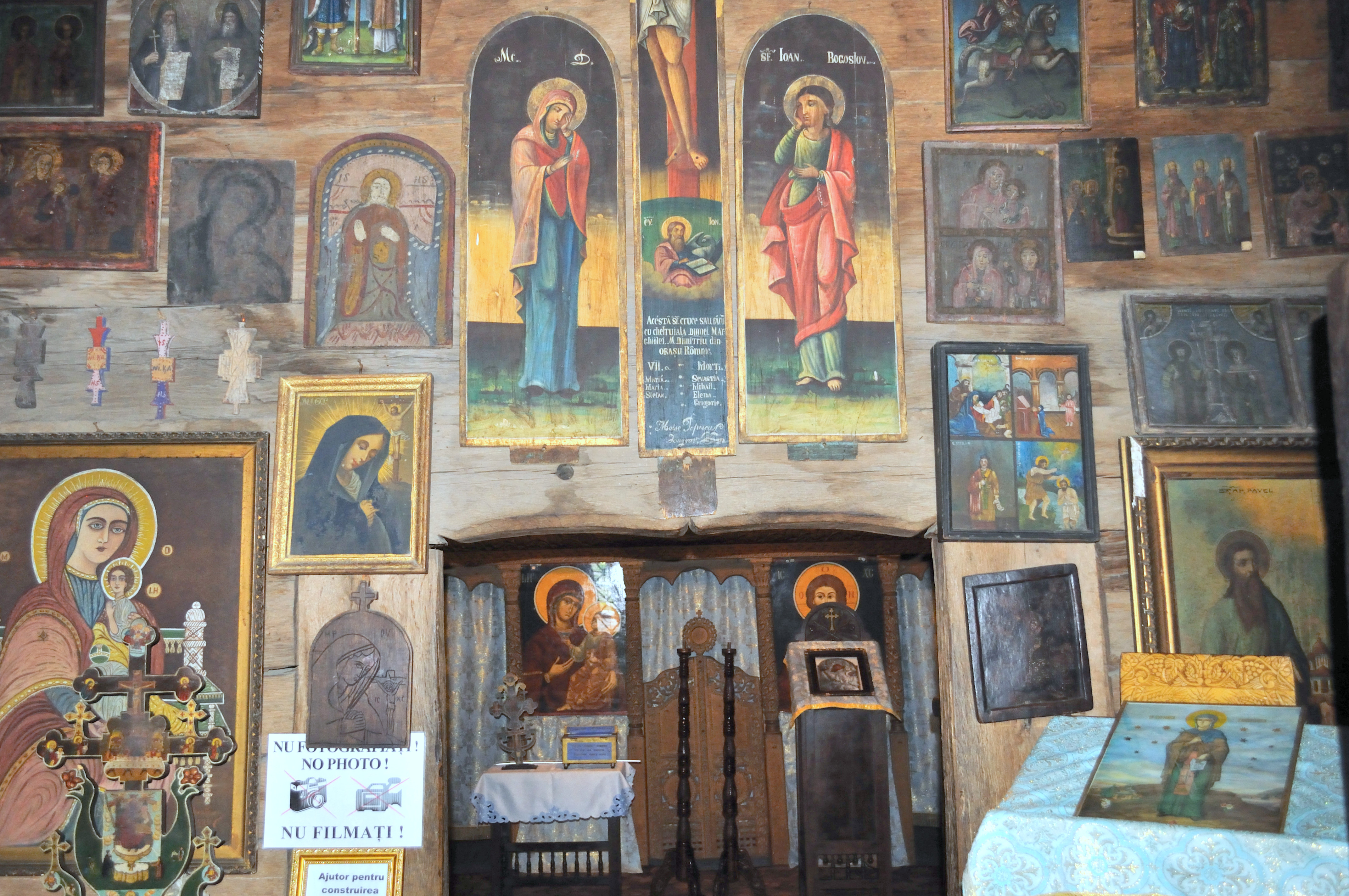
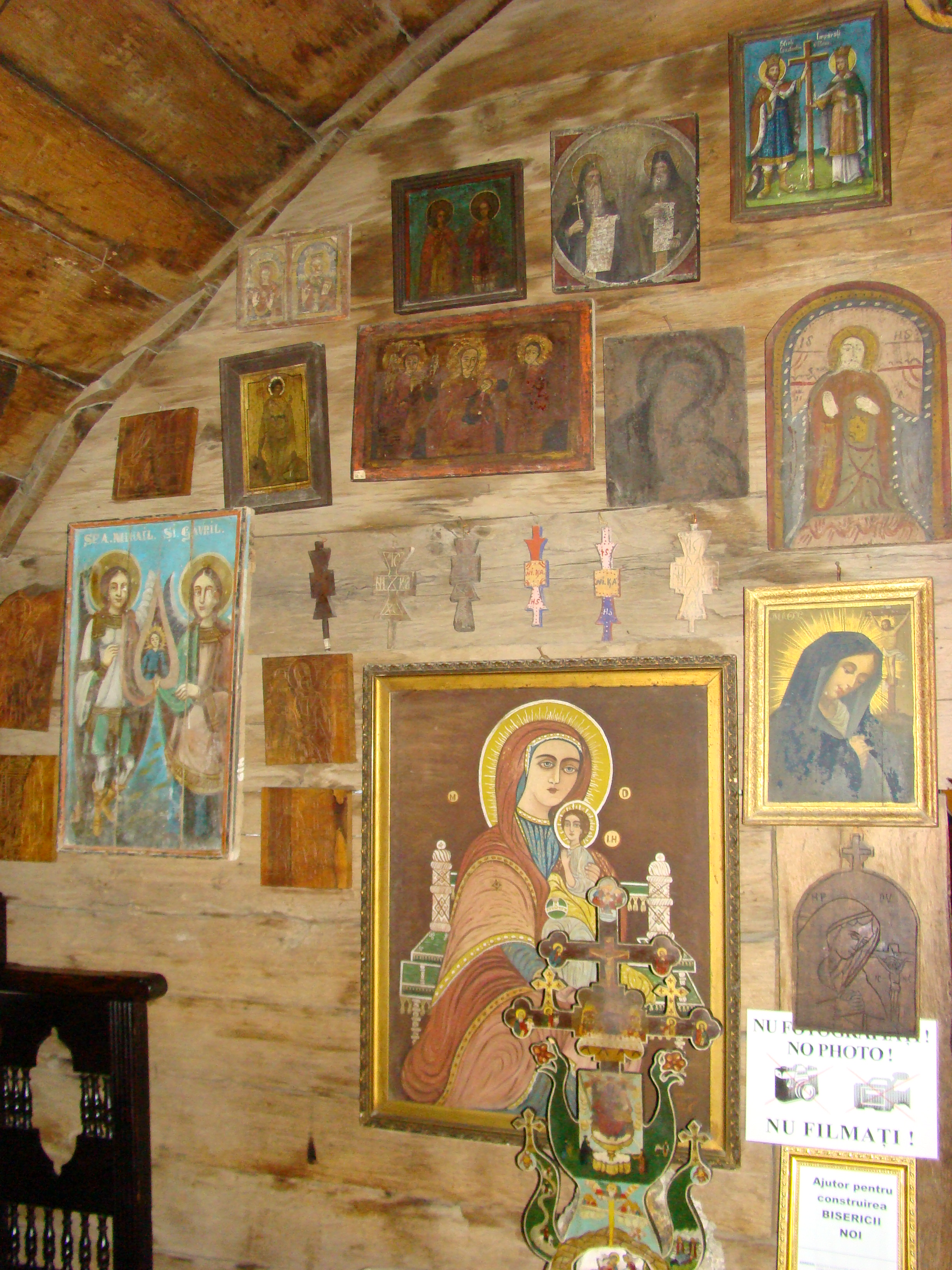
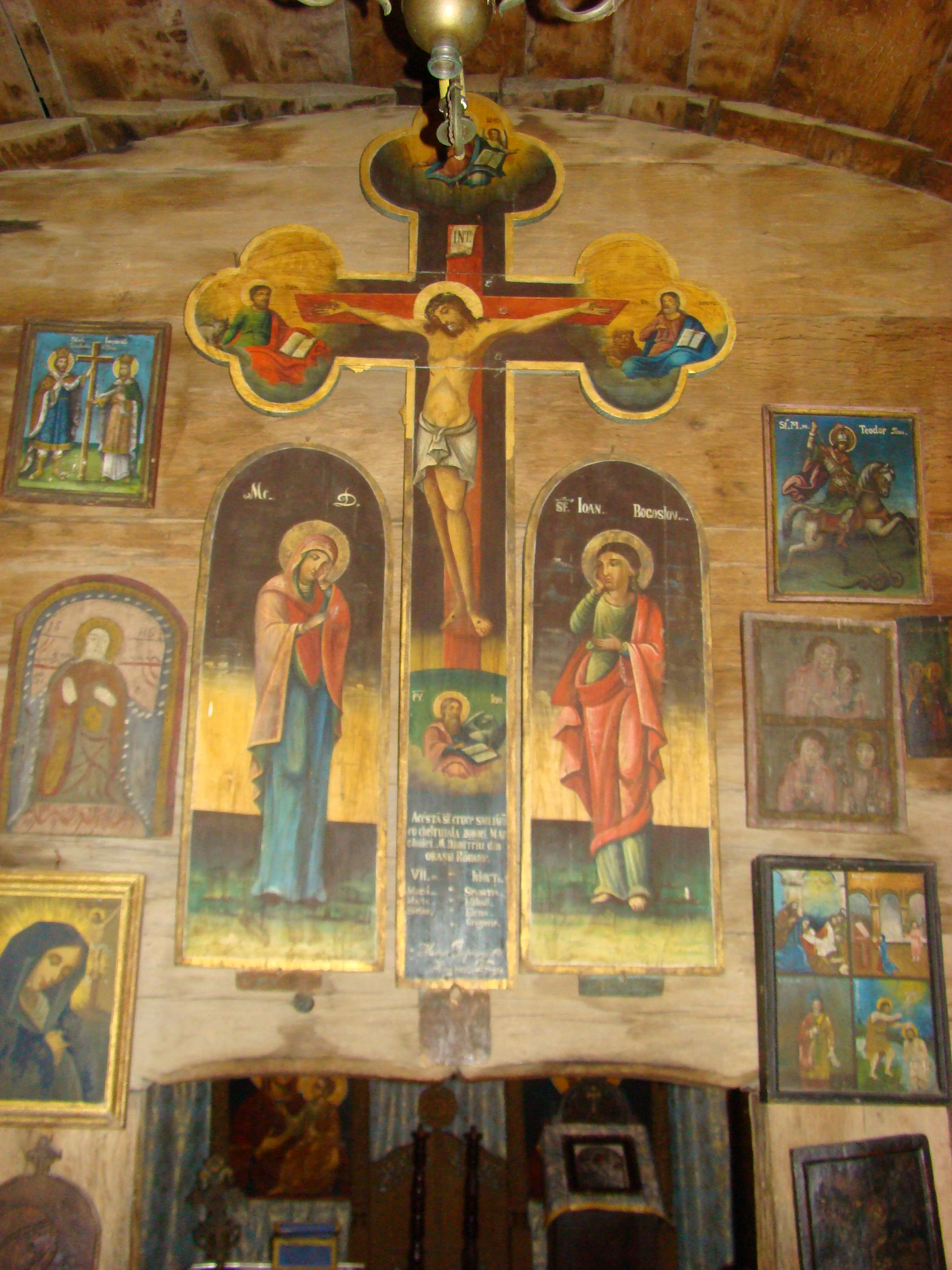
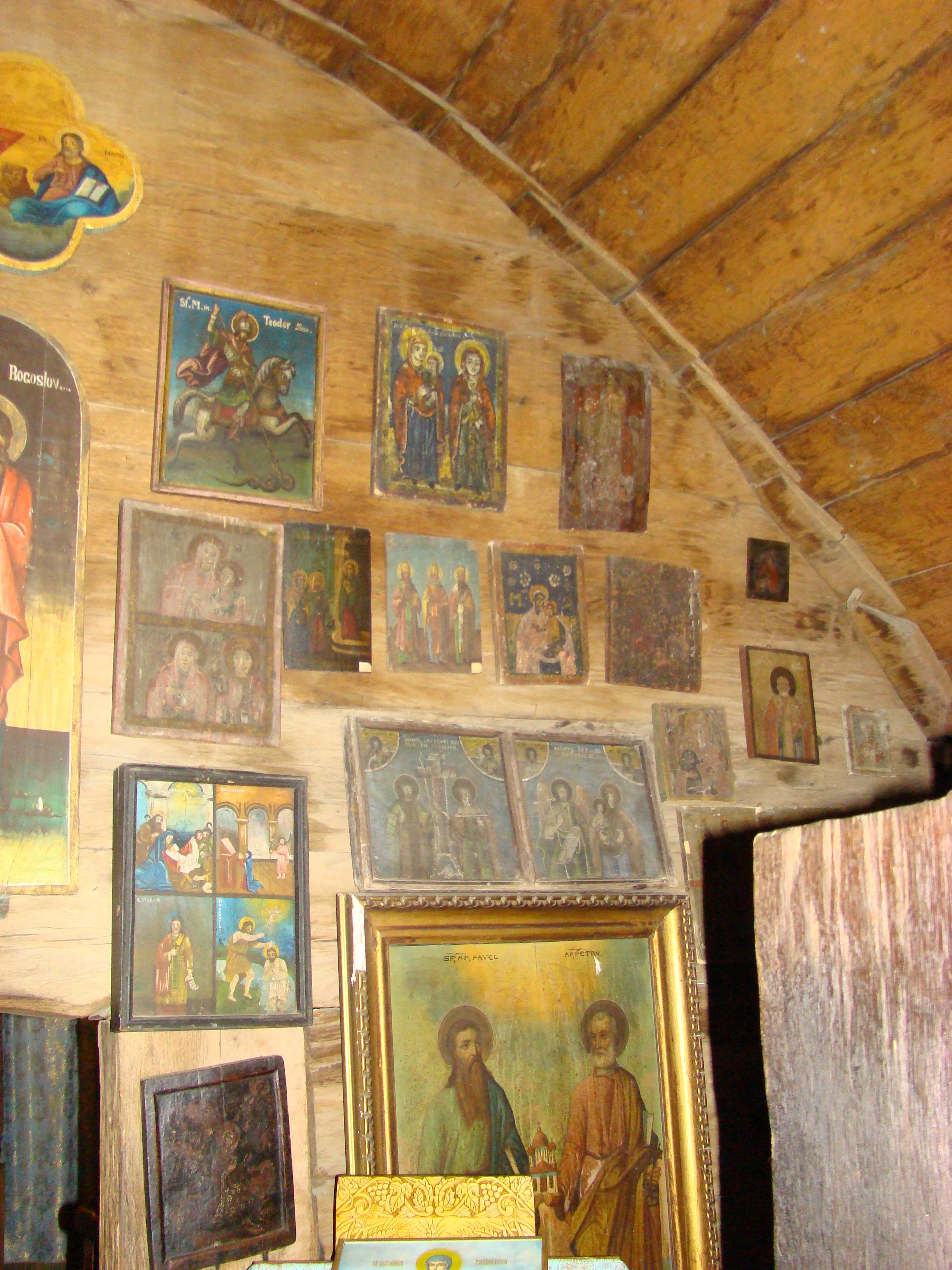
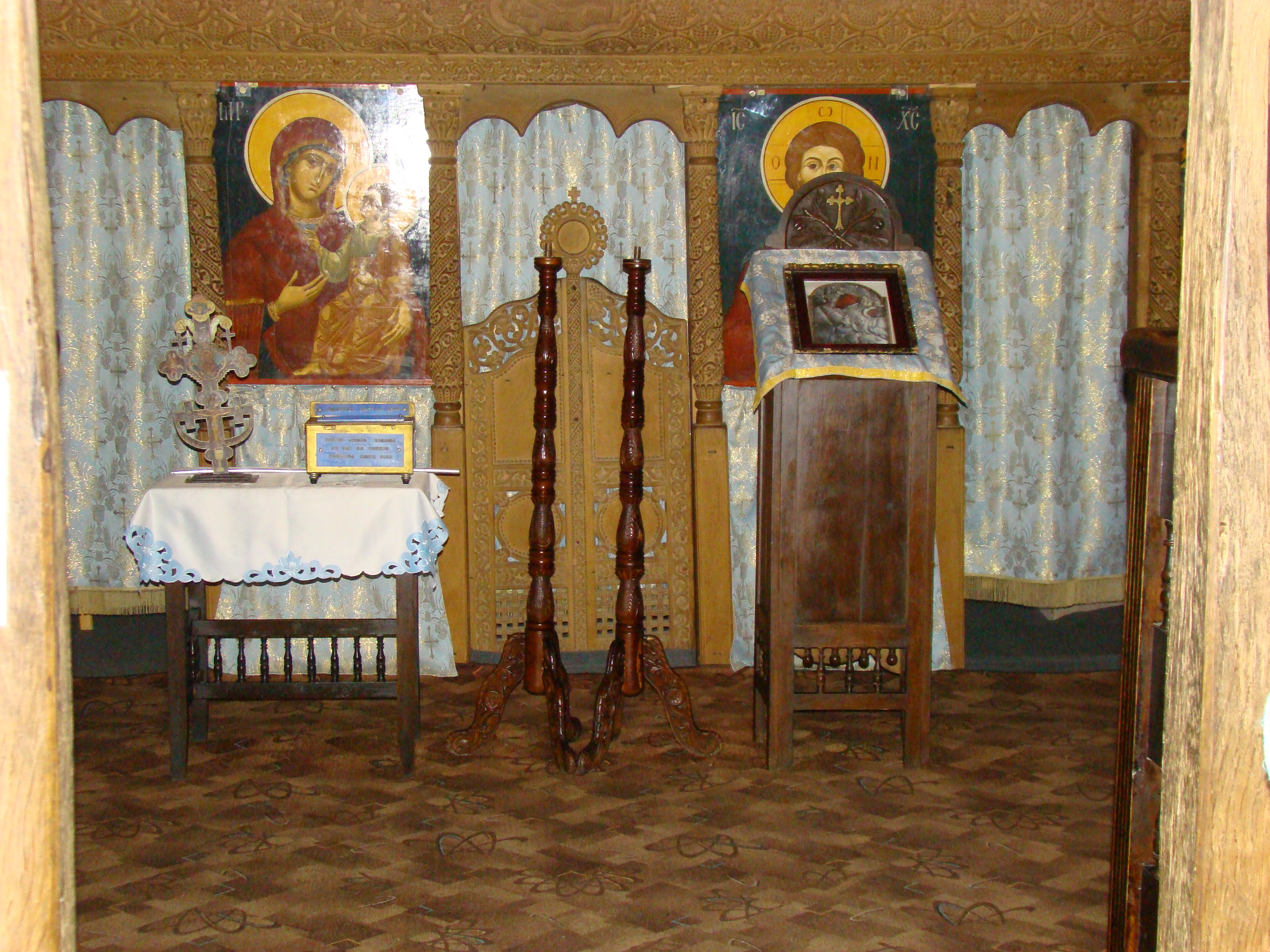
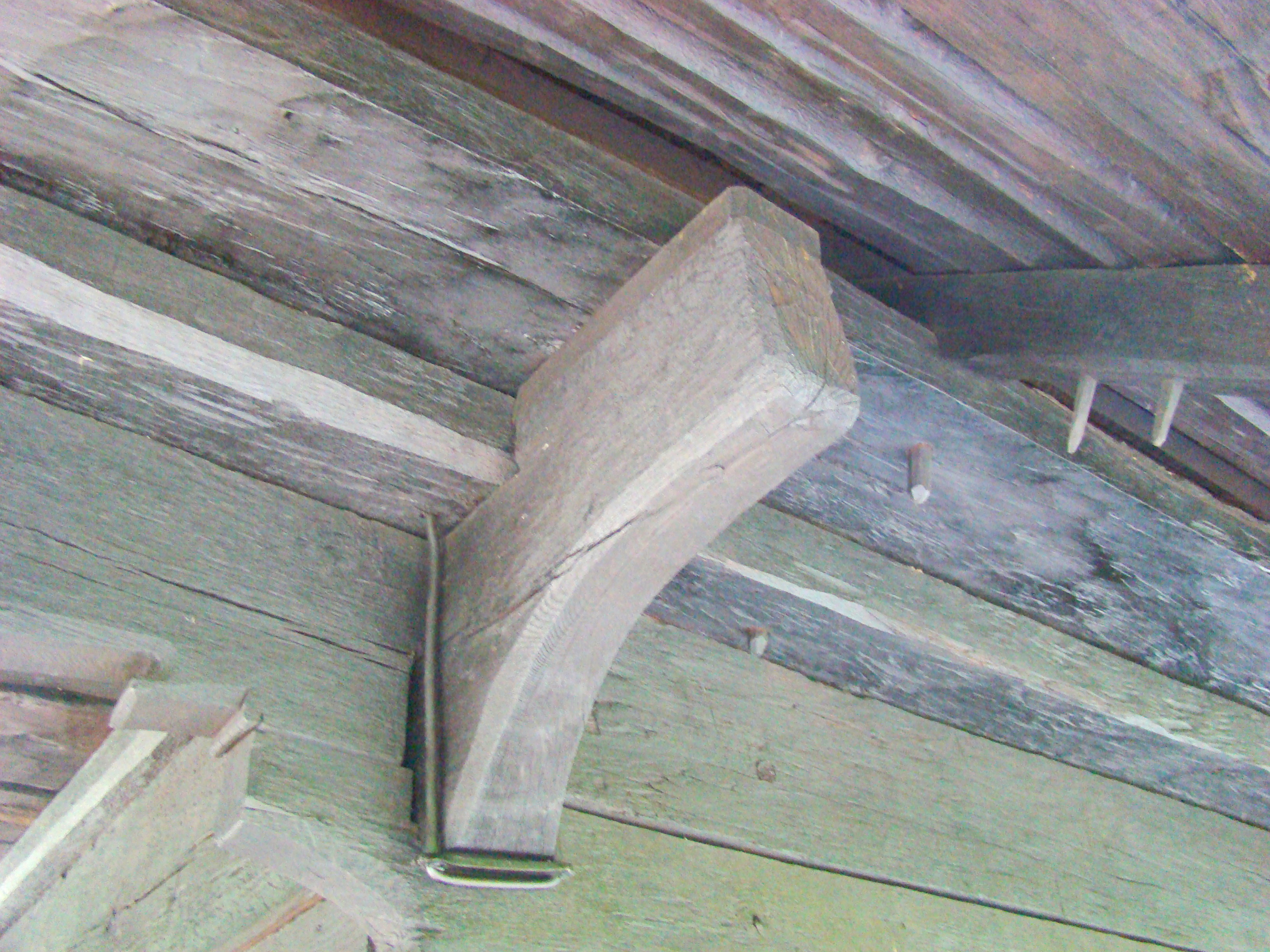
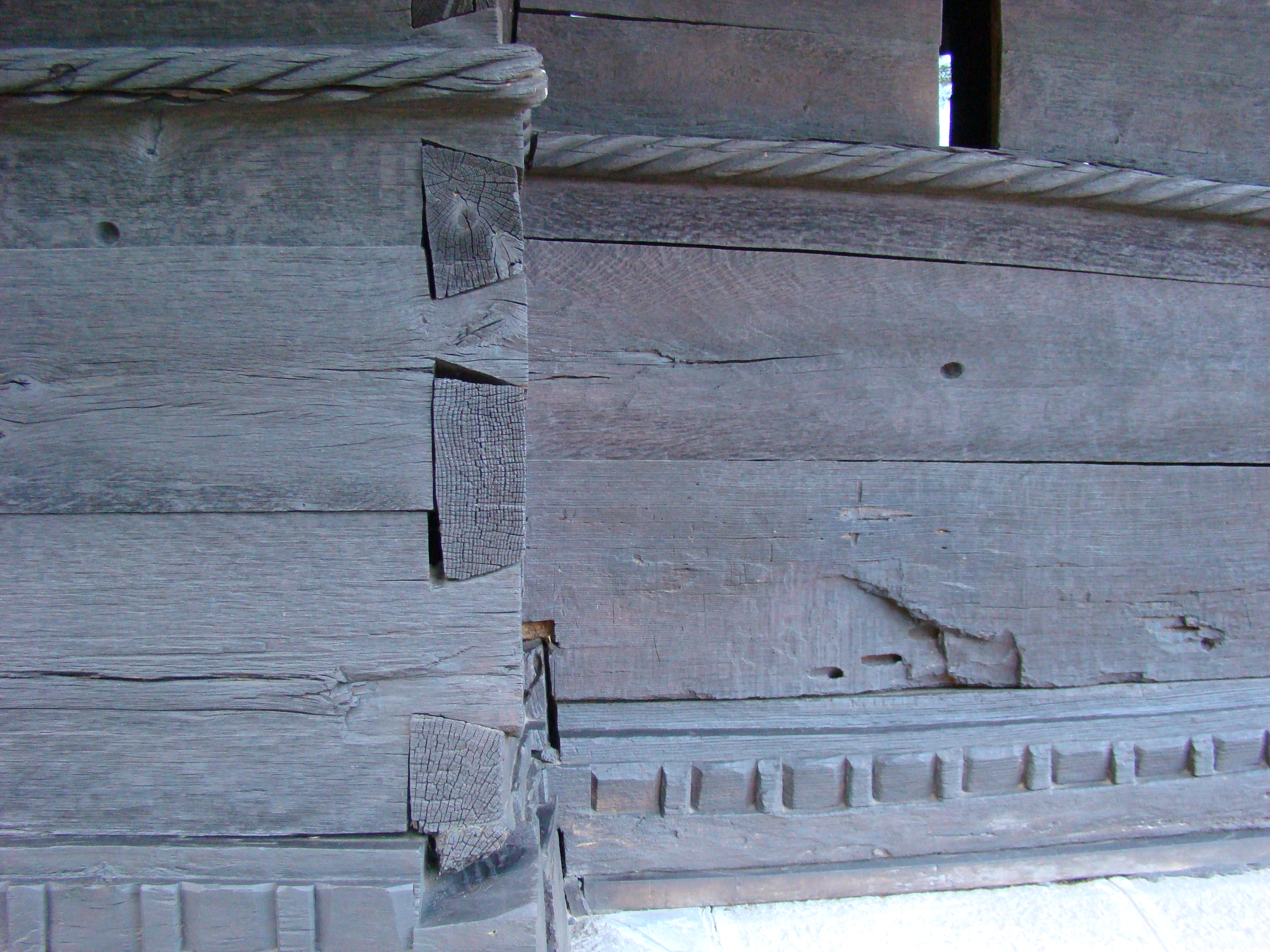
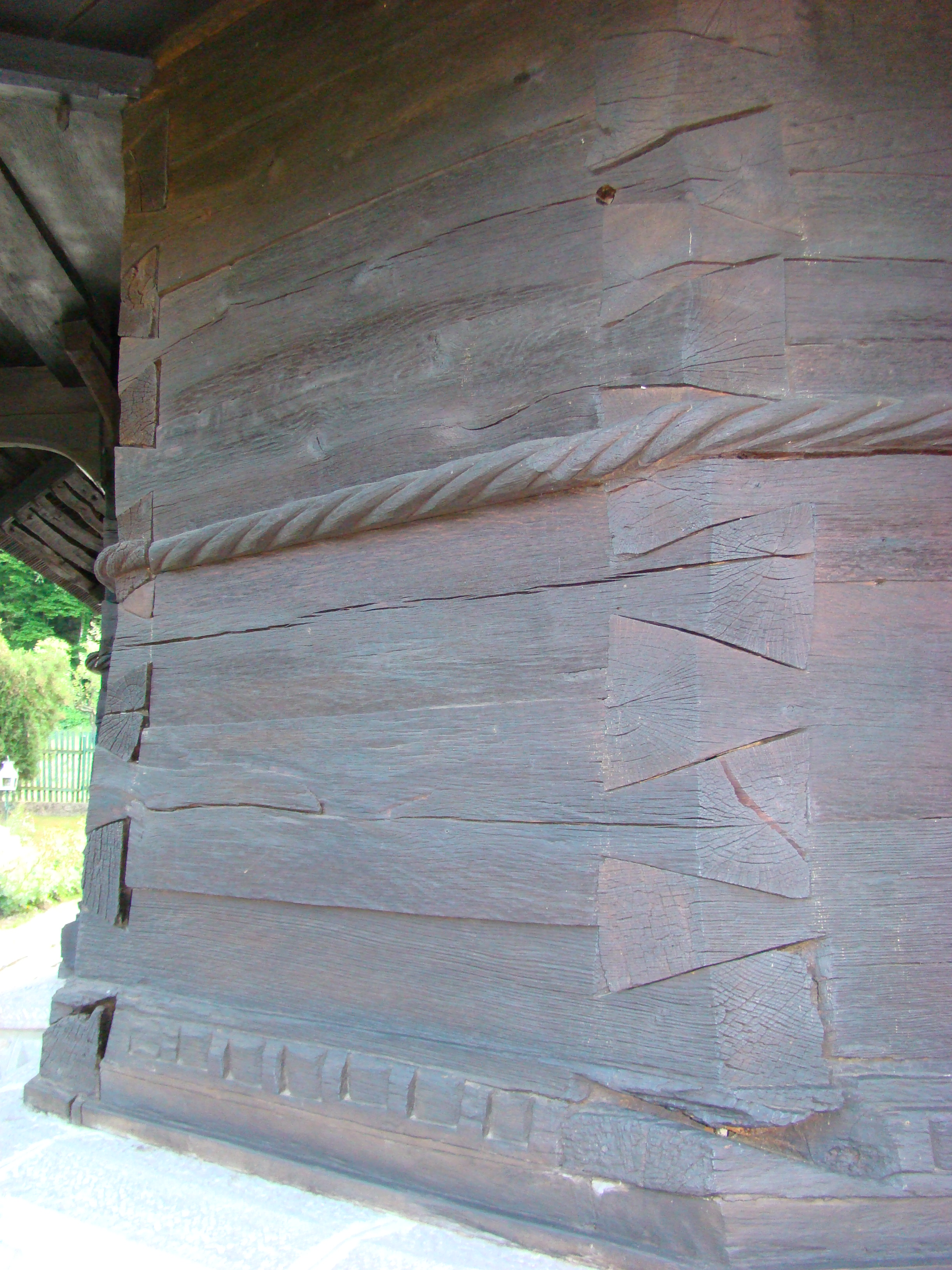
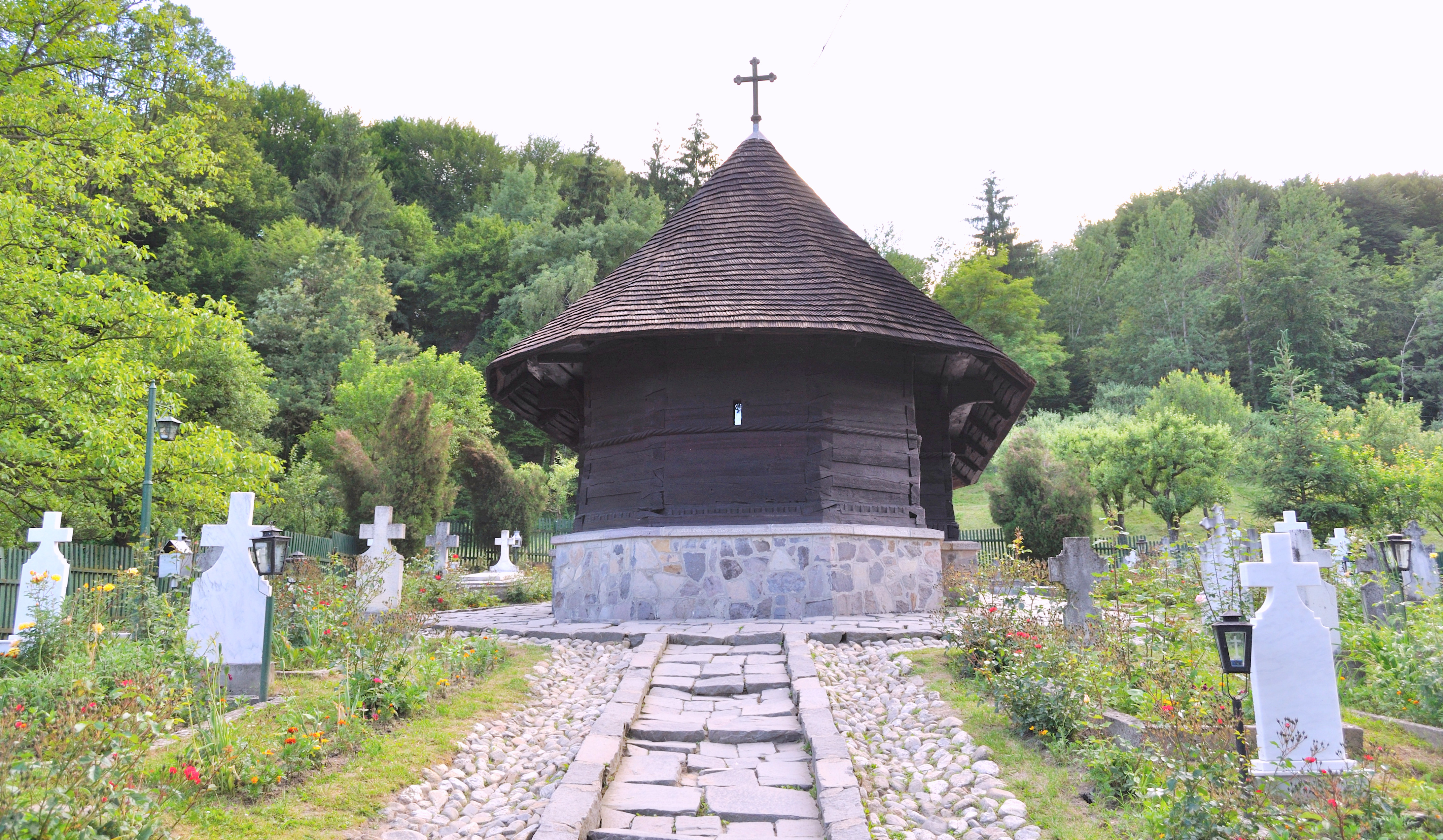
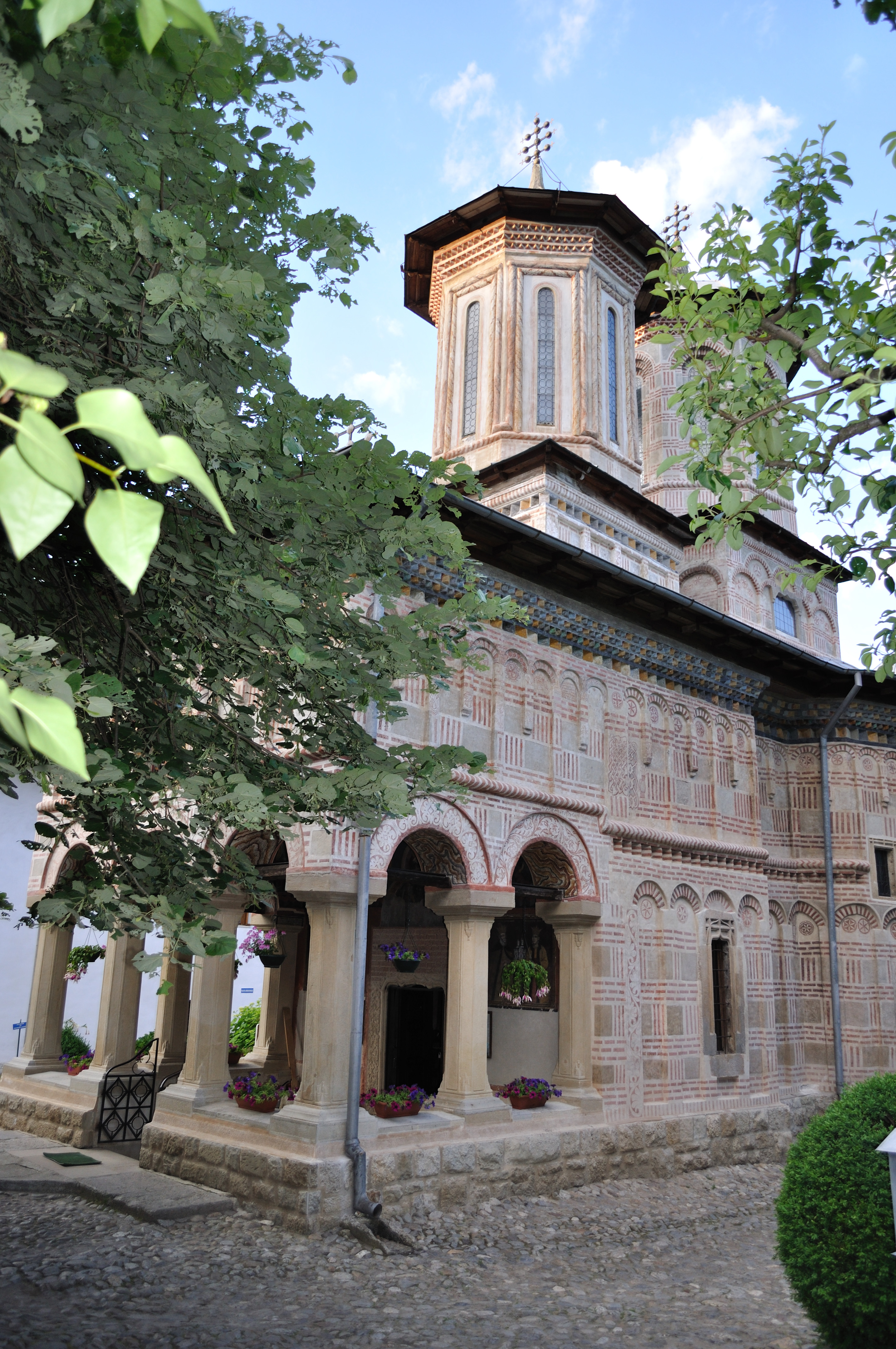
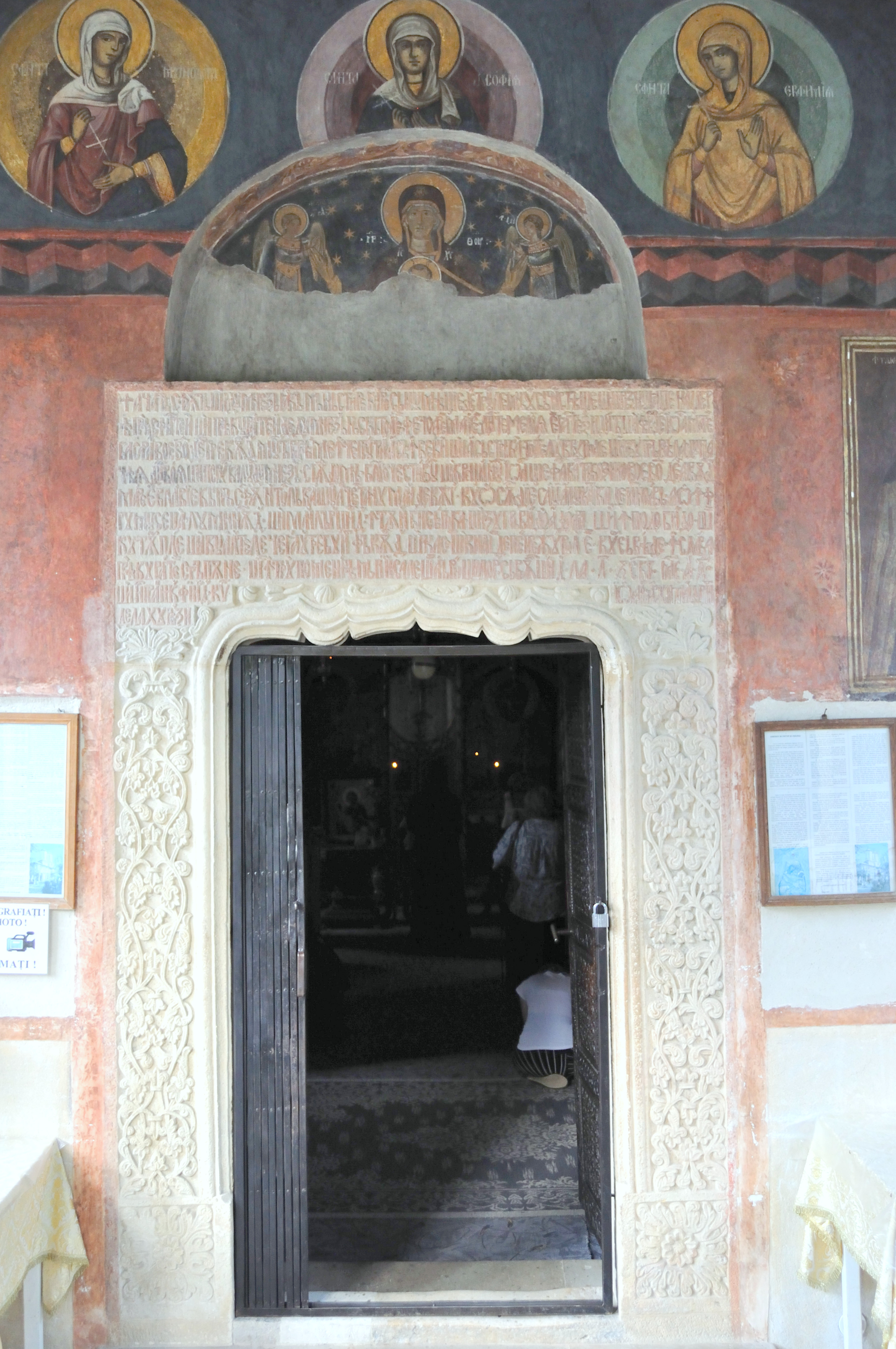
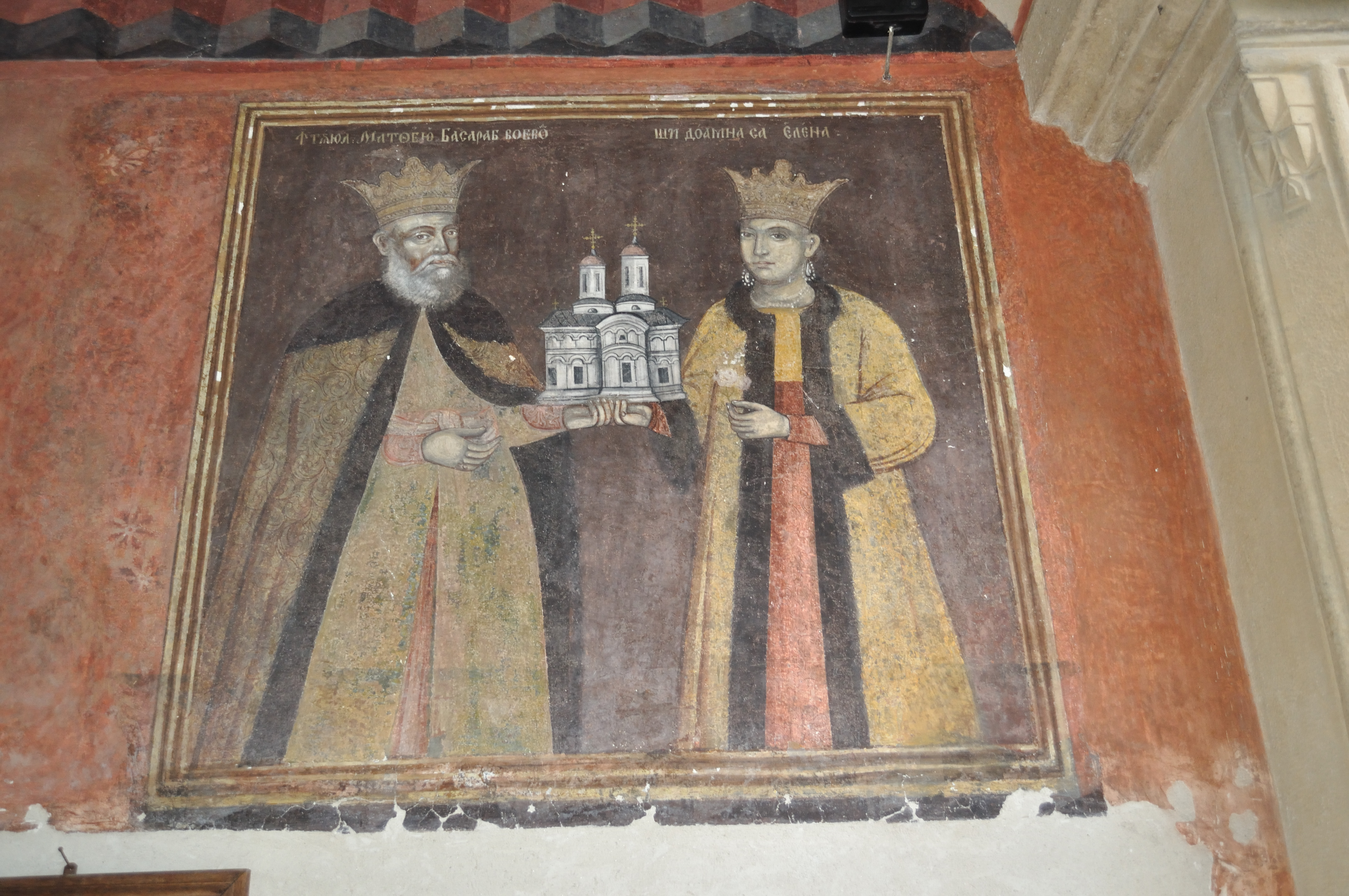
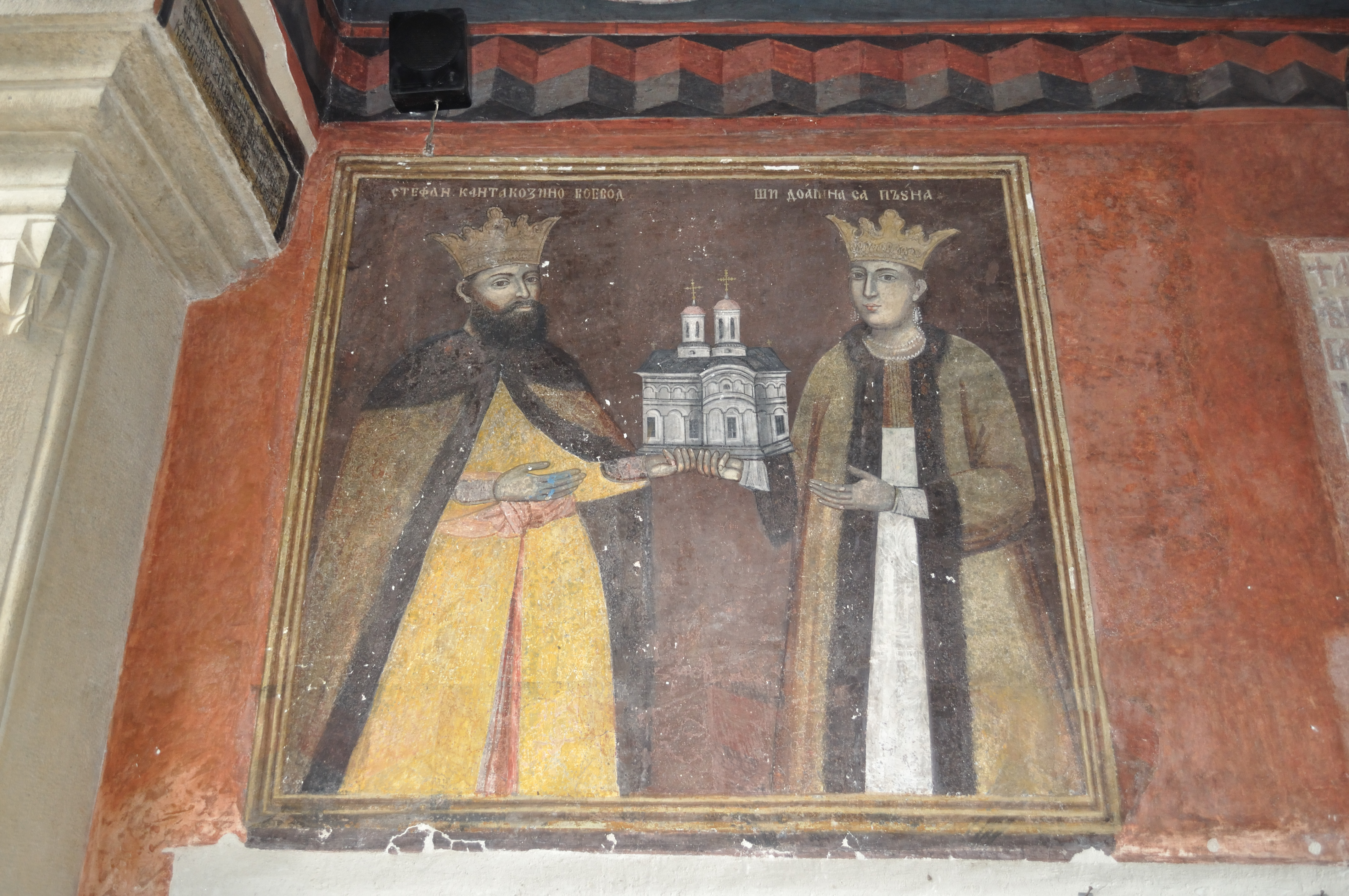
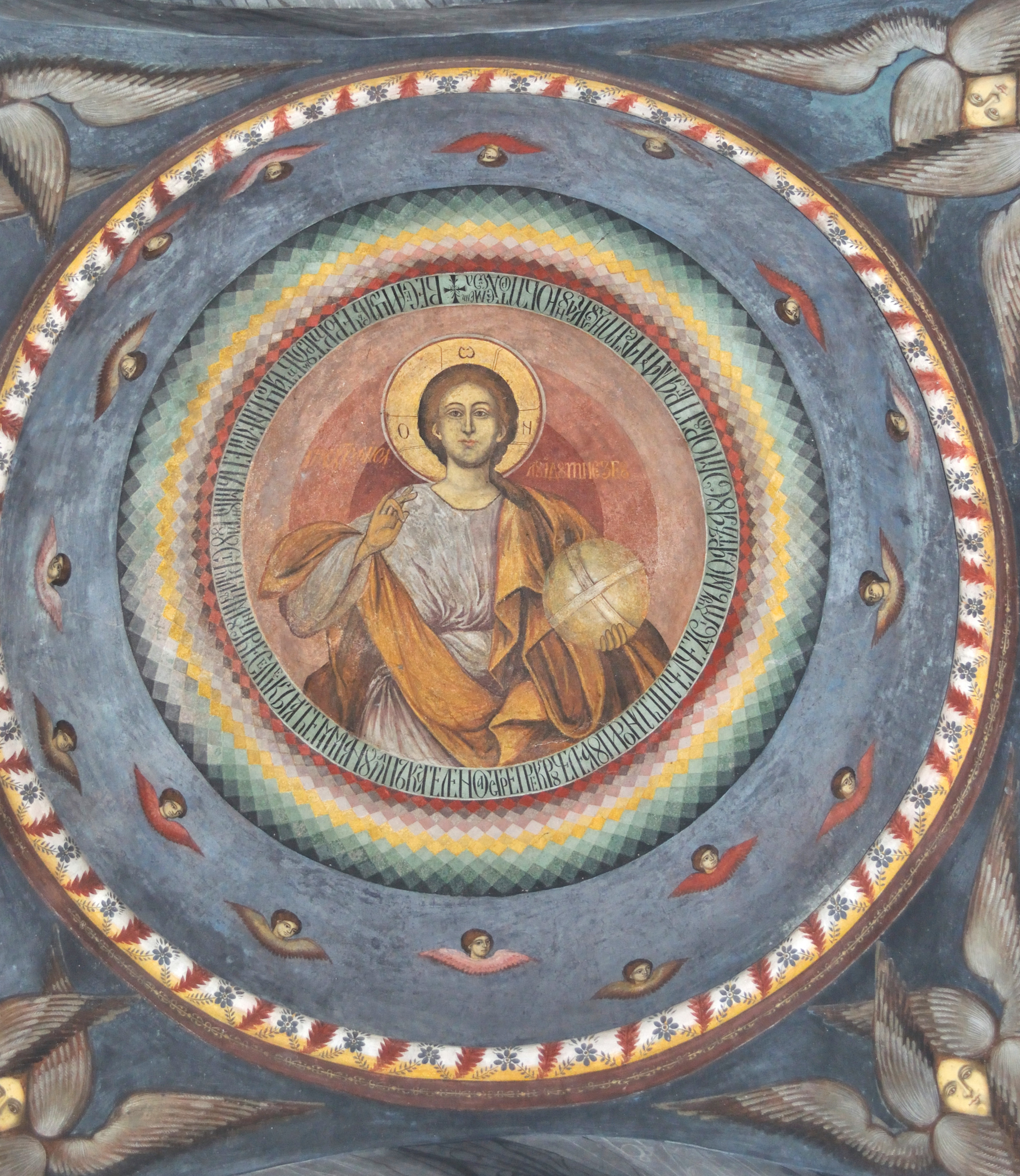
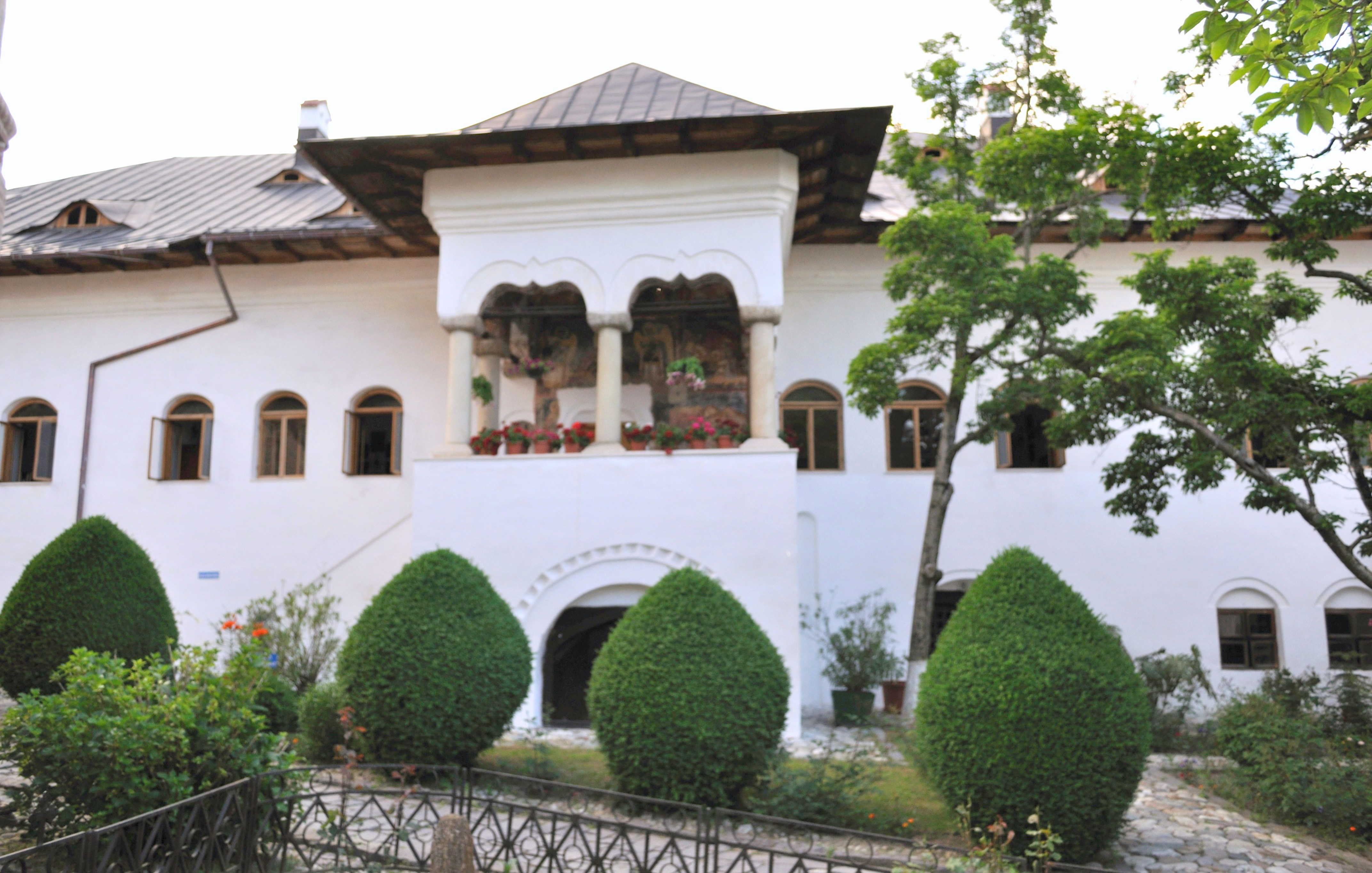
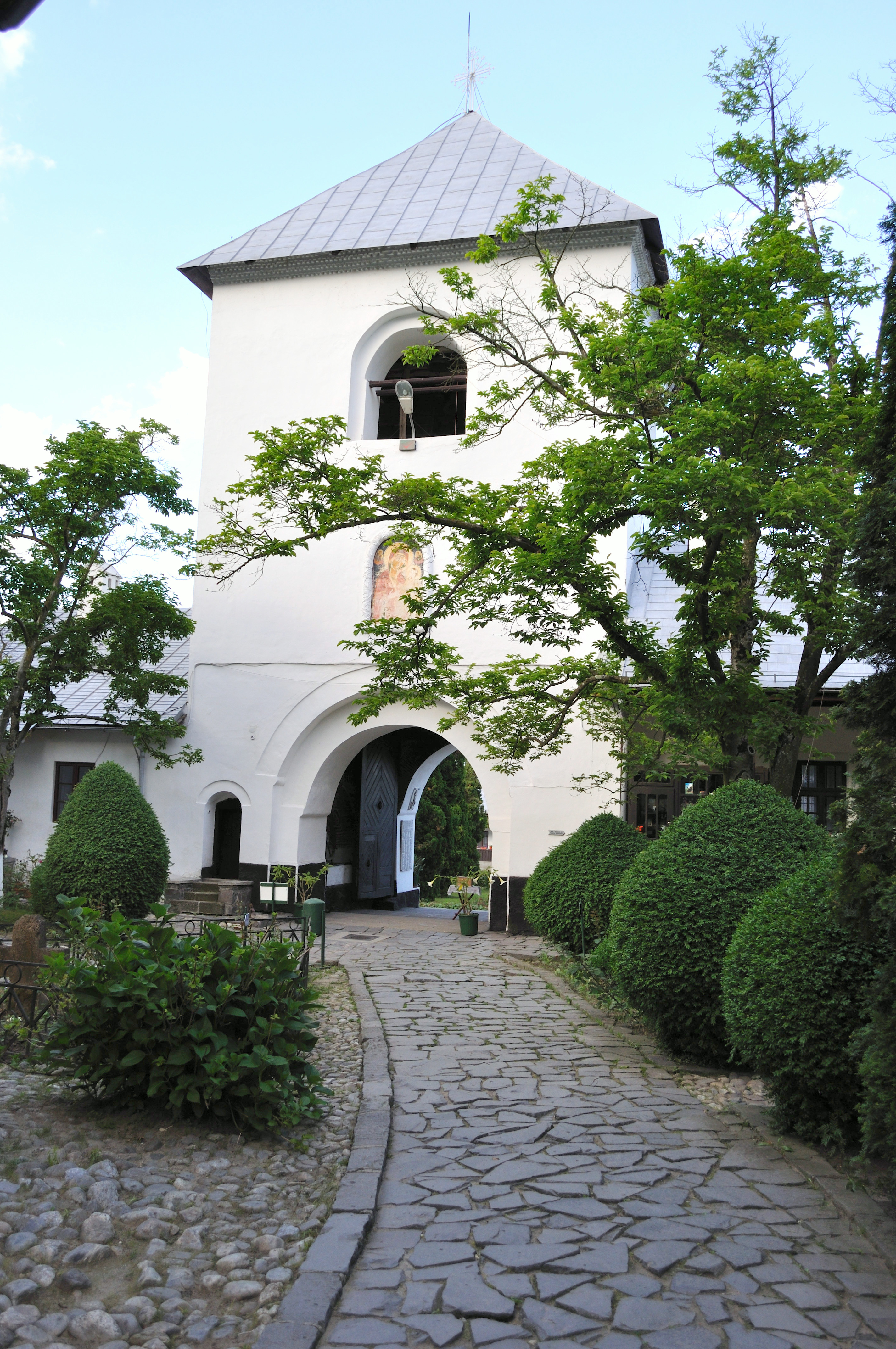
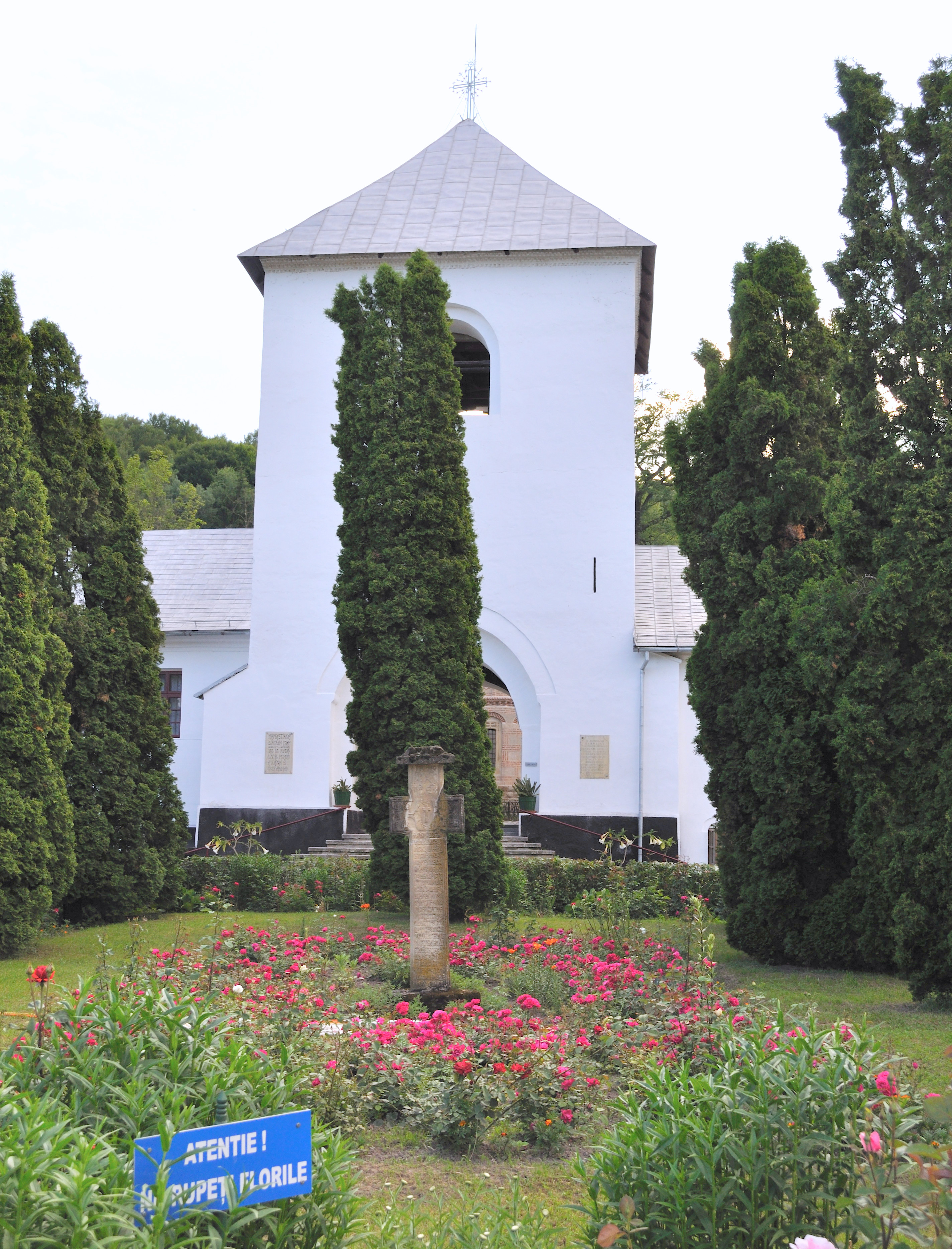
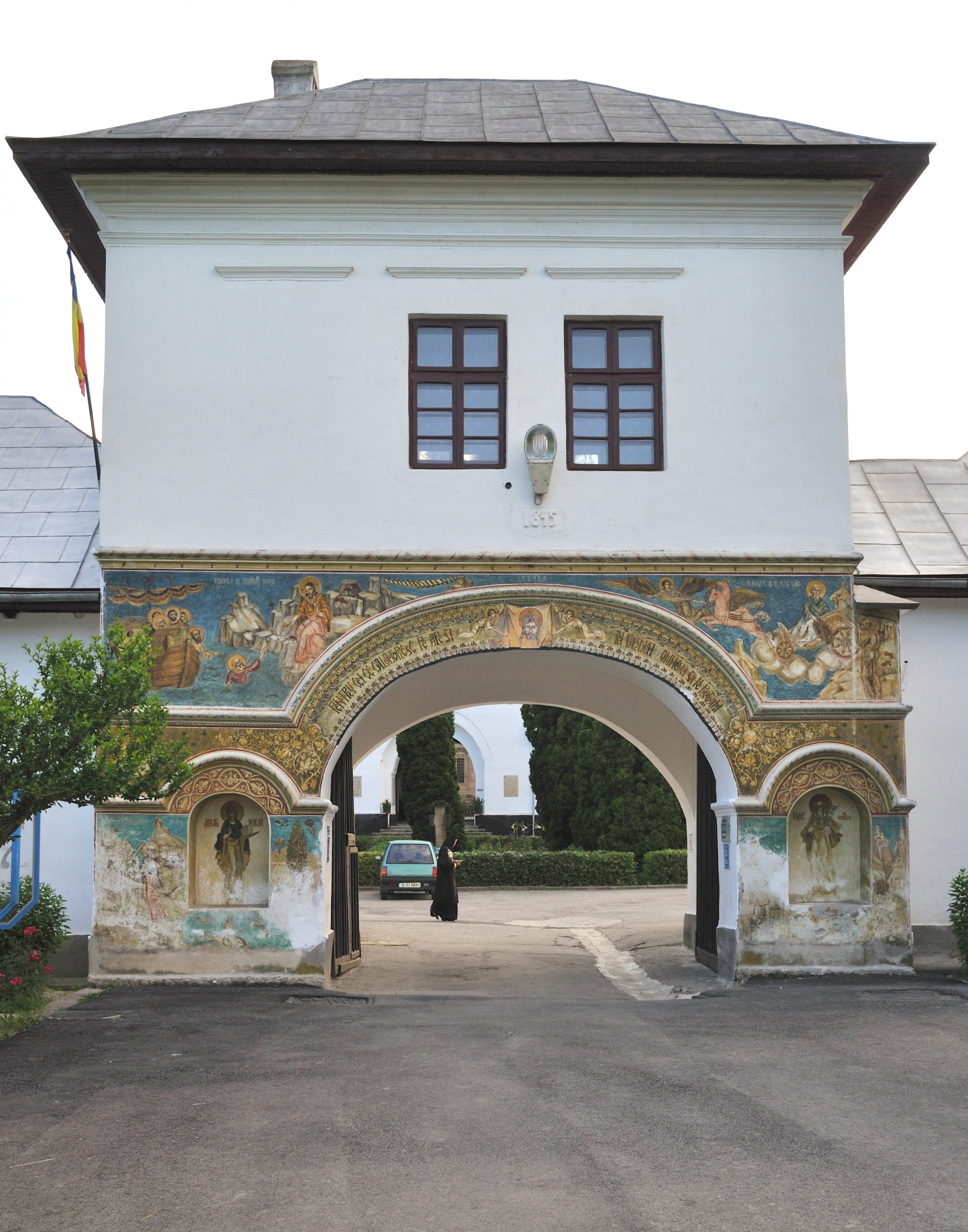
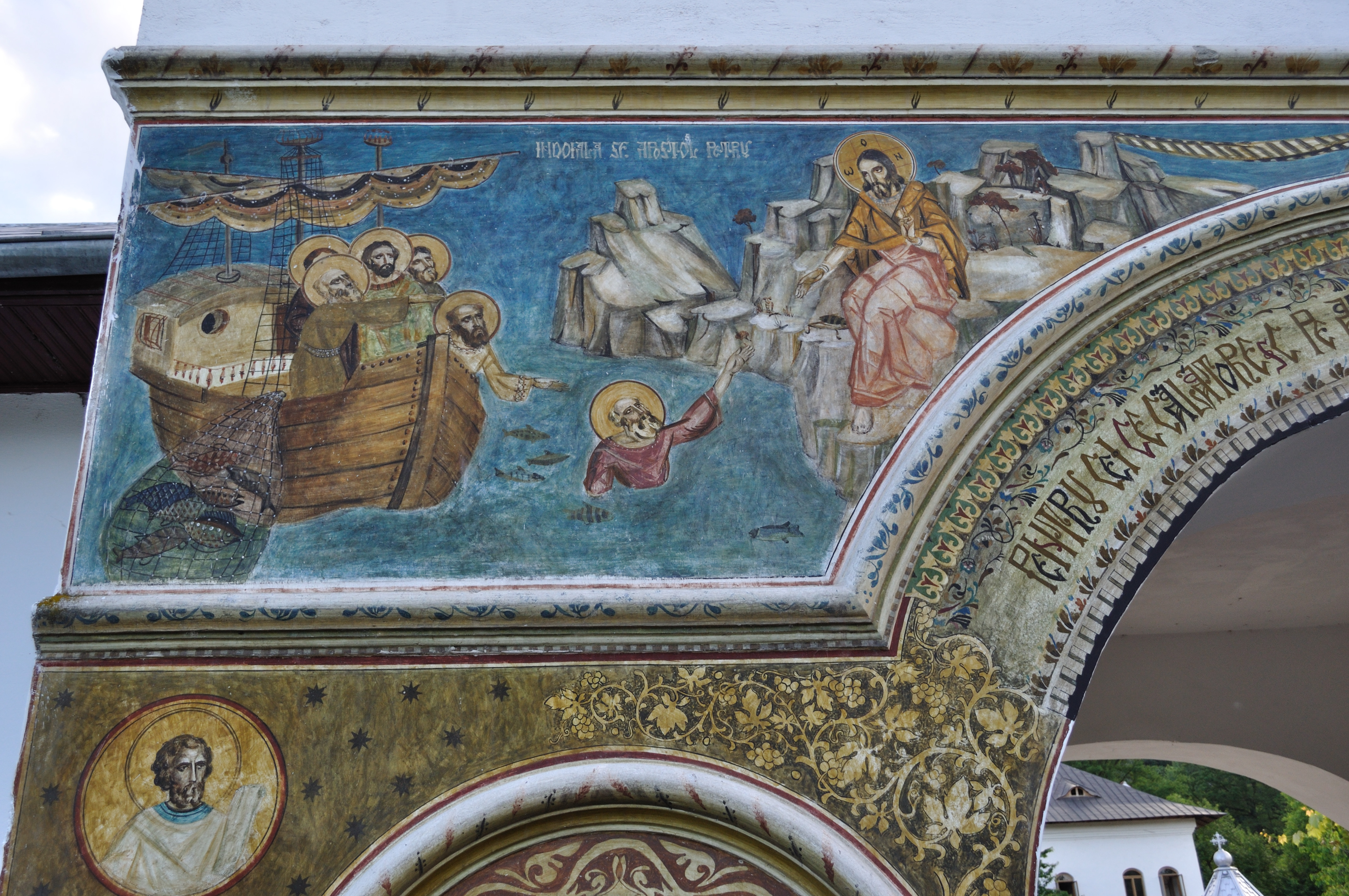
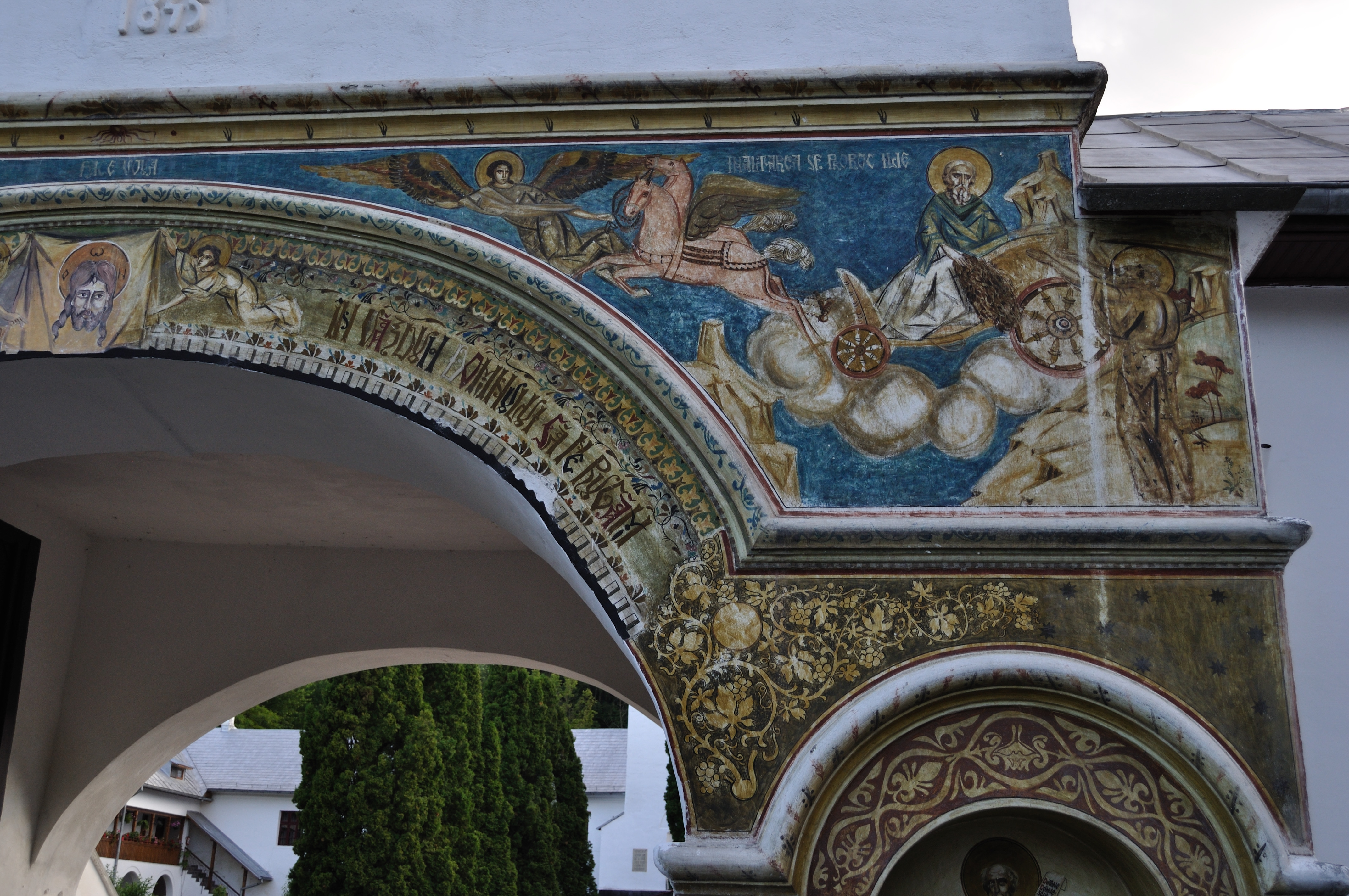
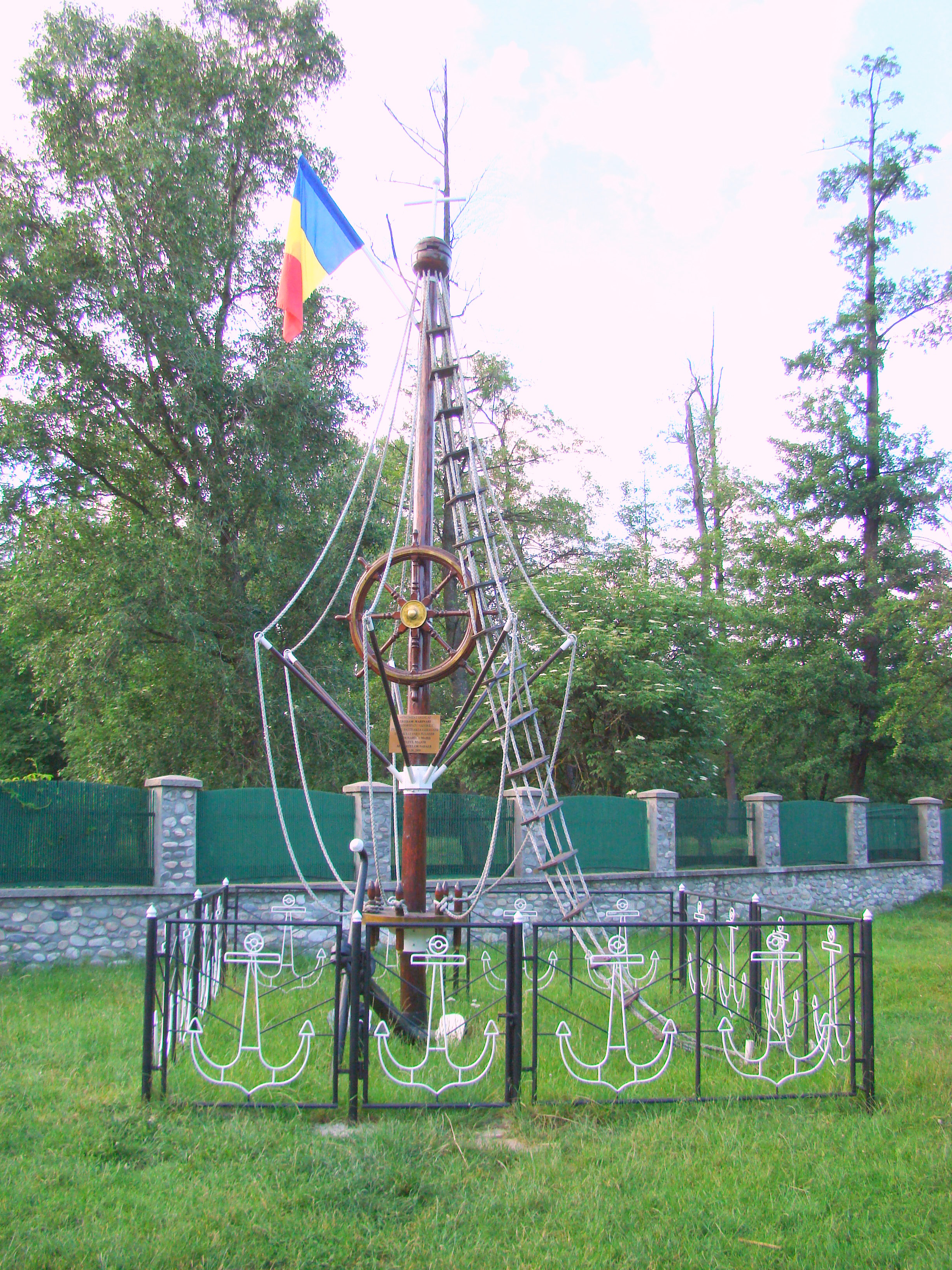
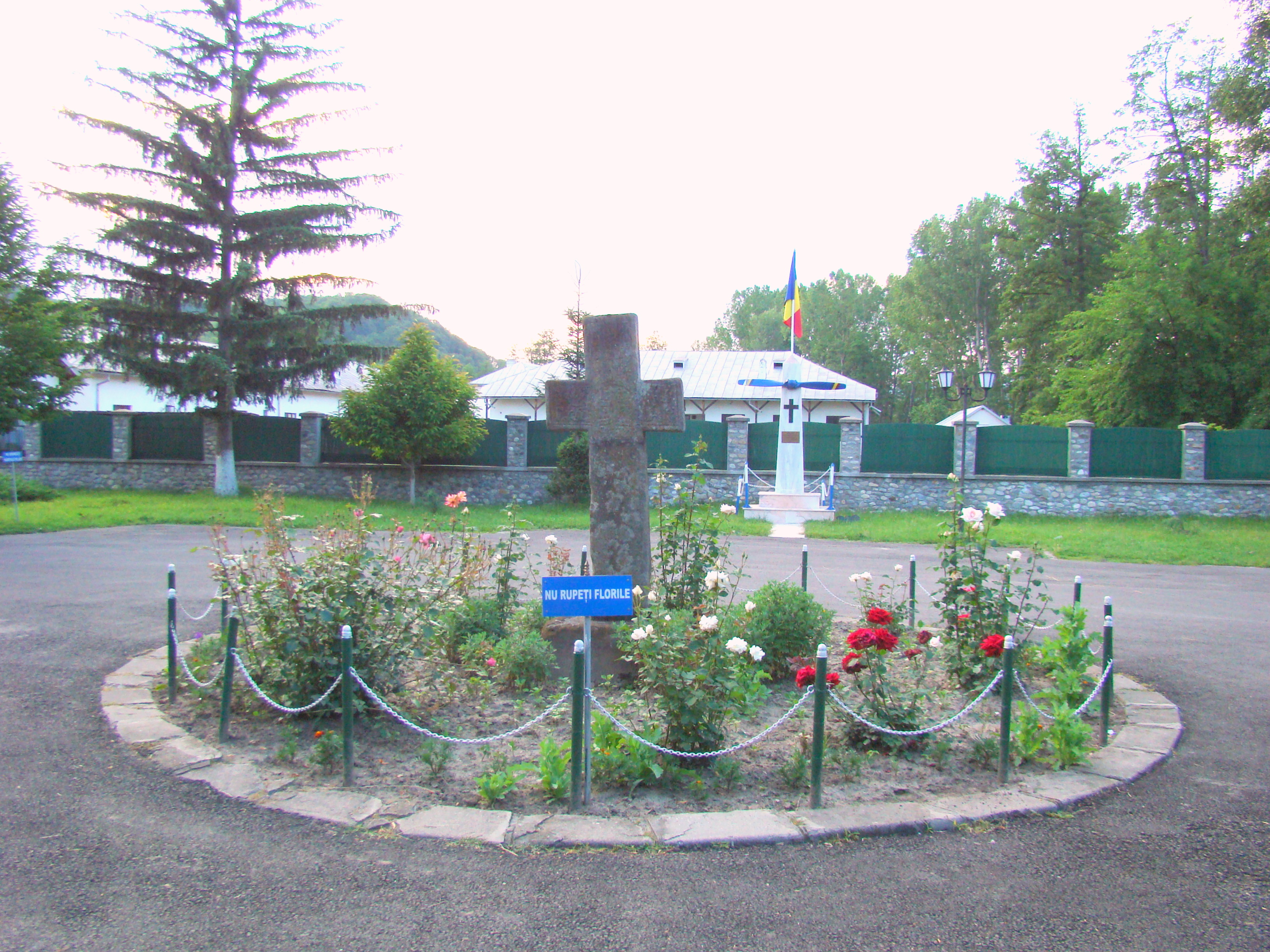